# El Greco
El Greco, oppure il Greco, pseudonimo di Domínikos Theotokópoulos (AFI: [ðoˈminikos θeotoˈkopulos]; in greco Δομήνικος Θεοτοκόπουλος?; Candia, 1º ottobre 1541 – Toledo, 7 aprile 1614), è stato un pittore, scultore e architetto greco, vissuto in Italia e in Spagna. È tra le figure più importanti del tardo Rinascimento spagnolo ed è spesso considerato il primo maestro del Siglo de Oro.
Nacque a Creta, allora parte della Repubblica di Venezia e centro, all'epoca, di un importante movimento pittorico post-bizantino chiamato Scuola cretese. Dopo l'apprendistato come pittore di icone, diventò maestro d'arte seguendo il corso di quella tradizione artistica, prima di intraprendere, all'età di 26 anni, il viaggio verso Venezia, usuale meta dei pittori greci dell'epoca. Nel 1567 si trasferì nella Serenissima, lasciando Creta e la propria moglie, probabilmente per trovare nuovi sbocchi di mercato e per confrontarsi direttamente con le famose botteghe di Tiziano, Bassano, Tintoretto e Veronese. Nel 1570 si recò anche a Roma, dove aprì una bottega e dipinse una serie di opere.
Durante il soggiorno in Italia modificò il suo stile in modo sostanziale, arricchendolo con elementi tratti dal manierismo e dal Rinascimento veneziano, ispirati soprattutto al Tintoretto nelle linee sinuose e allungate, nel senso del movimento e nella drammaticità dell'illuminazione, e al tardo Tiziano nell'uso del colore. Nel 1577 si trasferì a Toledo, in Spagna, dove visse e lavorò fino al giorno della morte. Proprio a Toledo ricevette numerose importanti commissioni e realizzò alcune delle sue opere più importanti e conosciute.
Lo stile drammatico ed espressionistico di El Greco era guardato con perplessità dai suoi contemporanei, ma è stato molto apprezzato e rivalutato nel corso del XX secolo. La sua personalità e le sue opere sono diventate fonte di ispirazione per poeti e scrittori come Rainer Maria Rilke e Nikos Kazantzakis. Alcuni studiosi moderni lo hanno definito come un artista assai singolare e difficilmente inquadrabile nelle scuole pittoriche tradizionali. È famoso per le sue figure umane sinuosamente allungate e per i colori originali e fantasiosi di cui spesso si serviva, frutto dell'incontro tra l'arte bizantina e la pittura occidentale.

## Biografia

### La famiglia e la gioventù

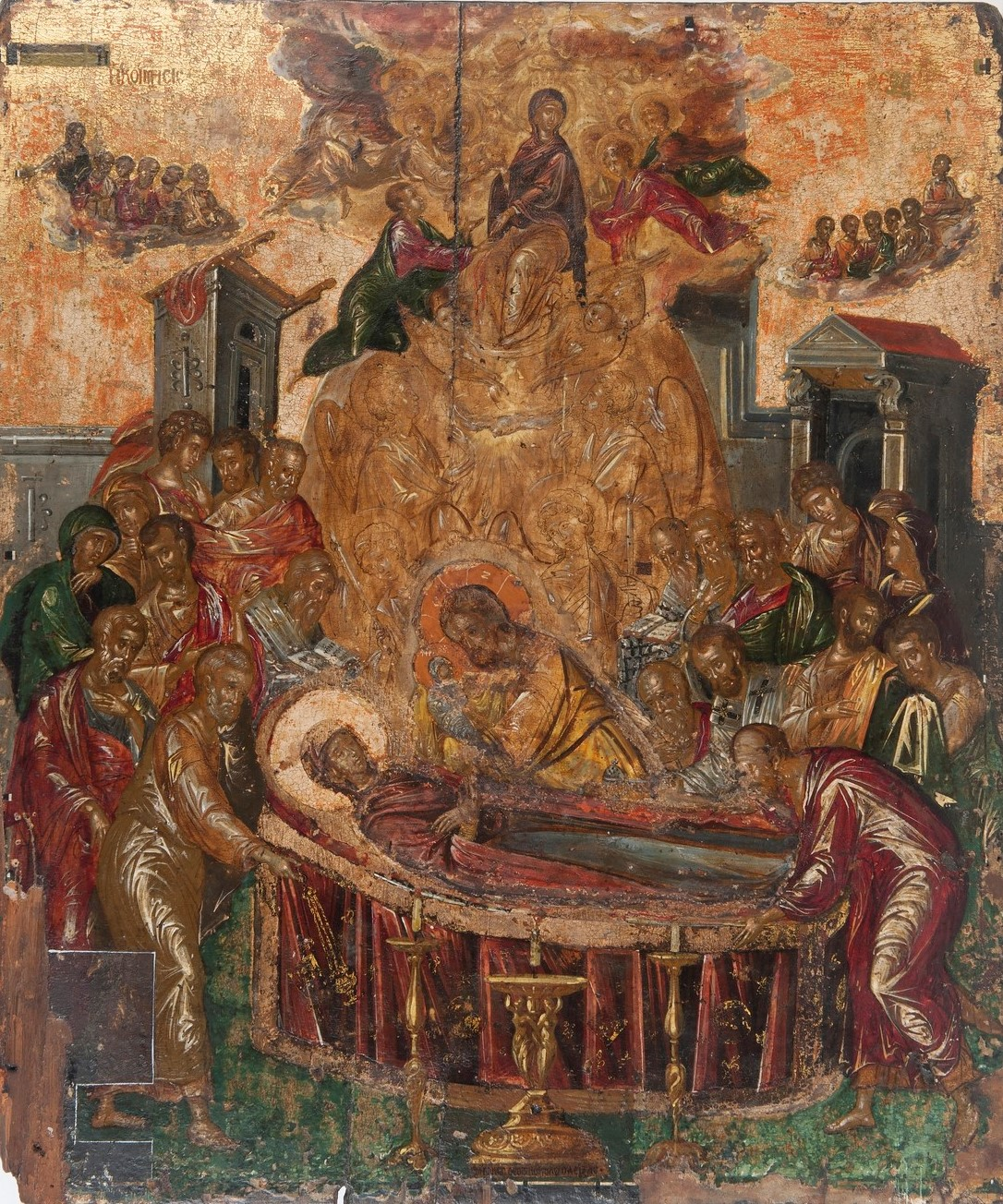
La Dormizione della Vergine (anteriore al 1567, tempera e oro su pannello 61,4 × 45 cm, Cattedrale della Dormizione della Vergine, Ermoupoli, Syra) fu probabilmente realizzata verso la fine del periodo cretese dell'artista. Il dipinto unisce elementi stilistici e iconografici dell'arte post-bizantina e del manierismo italiano

Nacque nel 1541 nel villaggio di Fodele o a Candia (denominazione veneziana di Chandax, oggi Heraklion) a Creta. Il dibattito circa il luogo di nascita è ancora aperto: la maggior parte dei ricercatori e degli studiosi lo identificano in Candia. El Greco faceva parte di una ricca famiglia di città, probabilmente trasferitasi a Candia tra il 1526 e il 1528, una volta fuggita dalla Canea in seguito a una rivolta contro i veneziani. Il padre di El Greco, Geórgios Theotokópoulos (morto nel 1556) era un mercante ed esattore delle imposte. Nulla si sa della madre, se non che anch'ella era greca. Il fratello maggiore, Manoússos Theotokópoulos (1531 – 13 dicembre 1604), diventò a sua volta un agiato mercante e trascorse gli ultimi anni della sua vita nella casa di El Greco a Toledo.
El Greco iniziò il proprio apprendistato artistico come pittore di icone della Scuola cretese, dove si era sviluppato il nucleo principale dell'arte post-bizantina. Oltre alla pittura, studiò probabilmente i testi classici dell'antica Grecia e forse anche quelli latini; alla sua morte lasciò una raccolta di 130 testi personali, tra cui la Bibbia in greco e una copia commentata de Le vite de' più eccellenti pittori, scultori e architettori del Vasari. Candia era un centro di attività artistica in cui le culture orientale e occidentale coesistevano in armonia, dove nel XVI secolo risiedevano circa duecento pittori in attività che si erano organizzati in una gilda sul modello di quelle italiane. Nel 1563, a ventidue anni, venne definito in un documento come un "maestro" ("maestro Domenigo"), il che significa che era già maestro della gilda e quindi presumibilmente gestiva una propria bottega. Tre anni dopo, nel giugno 1566, come testimonia un contratto, firmava come μαΐστρος Μένεγος Θεοτοκόπουλος σγουράφος, ovvero "Maestro Menégos Theotokópoulos, pittore".
La maggior parte degli studiosi ritiene che "la famiglia Theotokópoulos fosse quasi certamente di religione greco-ortodossa", anche se alcune fonti lo vogliono nato cattolico. Al pari di molti emigranti ortodossi in Europa dell'epoca, dopo il suo arrivo apparentemente si convertì al cattolicesimo, e sicuramente lo professò in Spagna, dove nel suo testamento si descrisse come un "devoto cattolico". Le approfondite ricerche d'archivio condotte fin dall'inizio degli anni sessanta da ricercatori come Nikolaos Panayotakis, Pandelis Prevelakēs e Maria Constantoudaki suggeriscono comunque che la famiglia e gli antenati di El Greco fossero greco-ortodossi. Uno dei suoi zii era un prete ortodosso e il suo nome non viene menzionato nell'archivio dei registri battesimali di Creta. Prevelakēs si spinge oltre, esprimendo il dubbio che in realtà l'artista non abbia mai praticato il cattolicesimo.

### Il periodo italiano

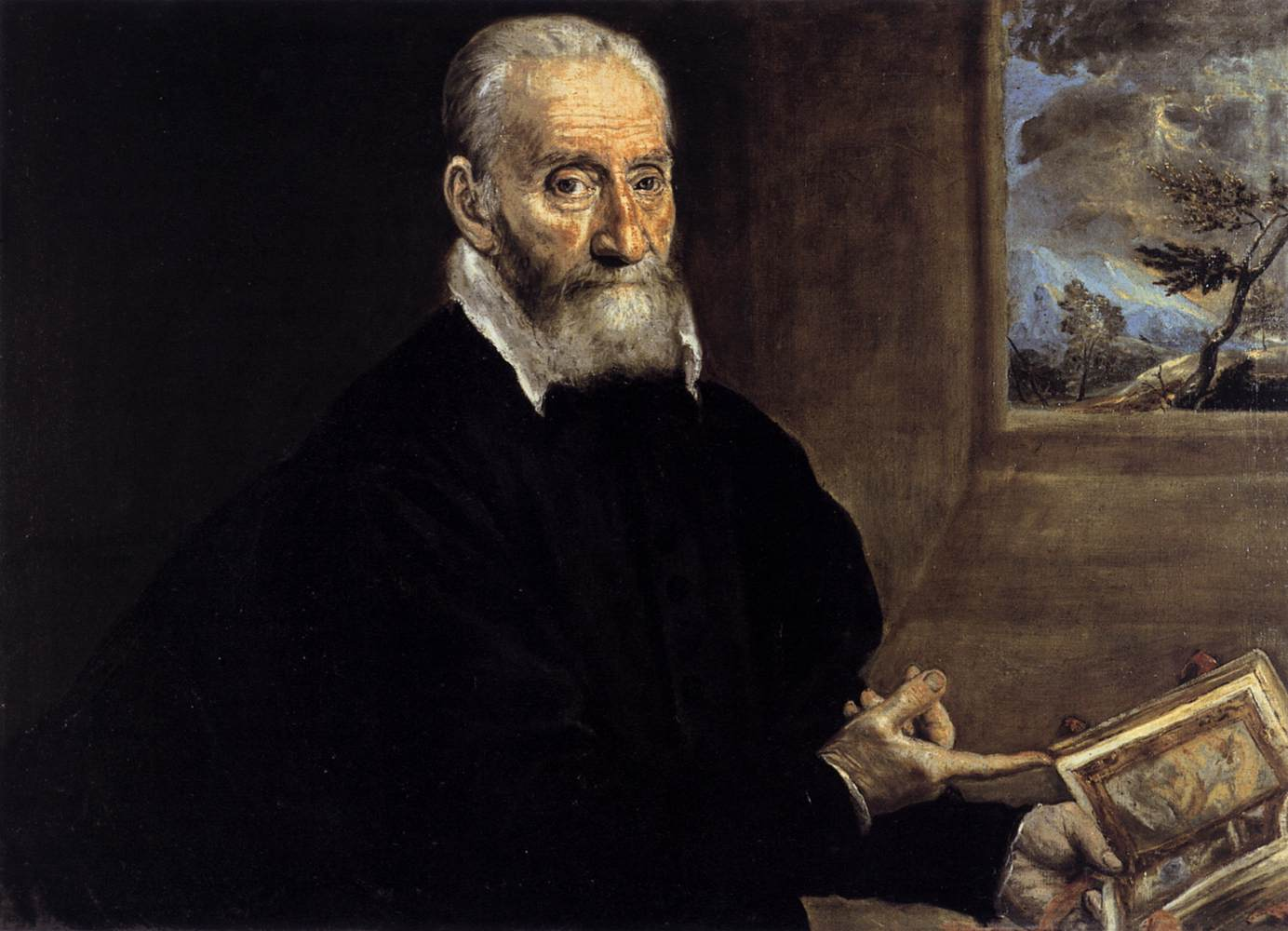
Ritratto di Giorgio Giulio Clovio, il più antico ritratto realizzato da El Greco giunto fino a noi (c. 1570, olio su tela, 58 × 86 cm, Museo di Capodimonte, Napoli). Nel ritratto di Clovio, amico e sostenitore del giovane artista cretese nel periodo romano, è già evidente il talento di El Greco come ritrattista

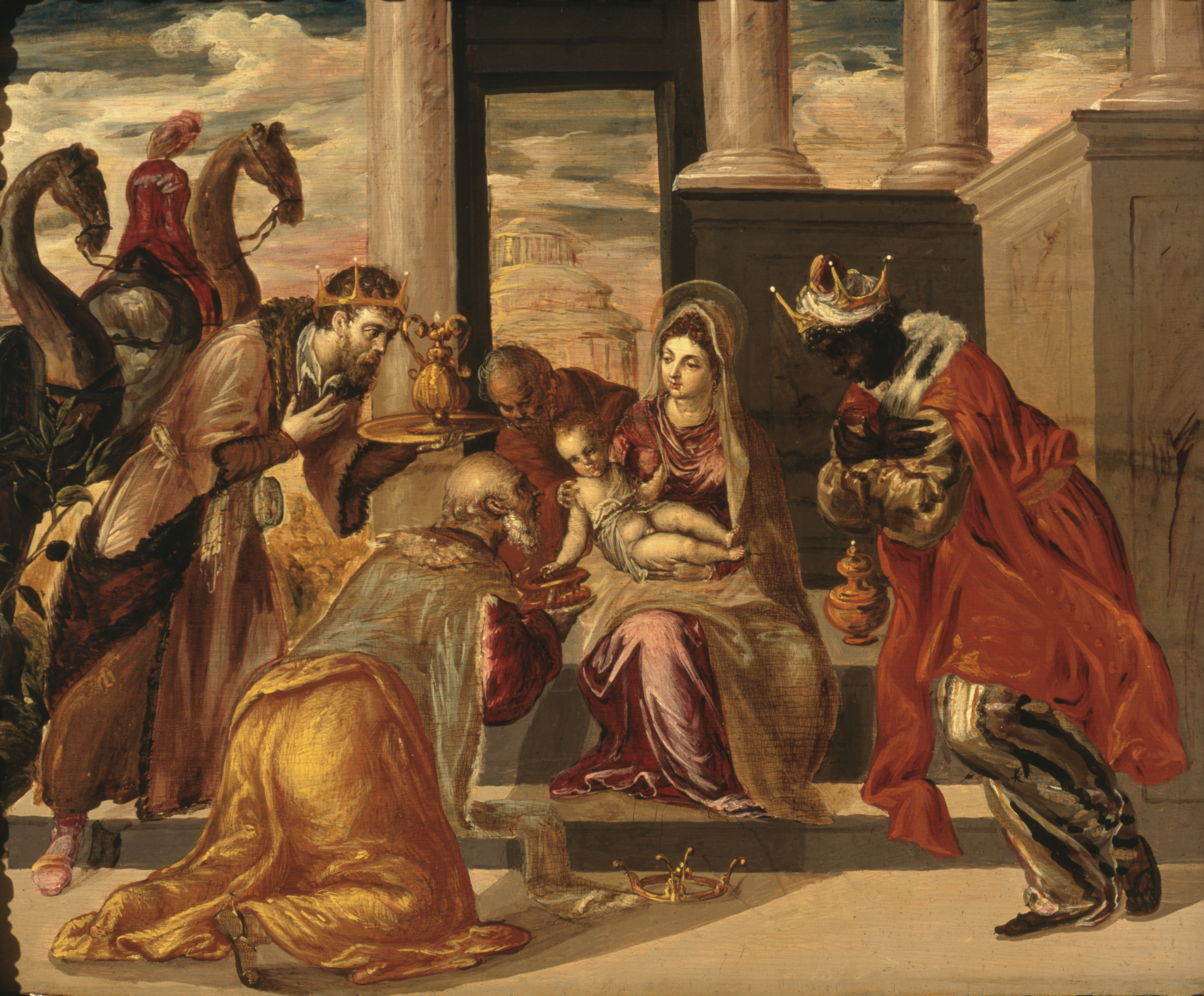
L'Adorazione dei Magi, 1568, Museo Soumaya, Città del Messico

Dal momento che Creta era, fin dal 1211, un possedimento della Repubblica di Venezia, fu naturale per il giovane El Greco continuare la propria carriera a Venezia. Anche se l'anno esatto del trasferimento non è noto, la maggior parte degli studiosi concorda nello stabilirlo attorno al 1567. Secondo altro materiale d'archivio, ovvero dei disegni che mandò a un cartografo cretese, l'artista nel 1568 si trovava a Venezia. Non si sa molto degli anni trascorsi in Italia da El Greco. Visse a Venezia fino al 1570 e, secondo quanto scritto in una lettera da un suo più anziano amico, il più grande miniaturista dell'epoca, Giulio Clovio, fu "discepolo" di Tiziano, che allora aveva circa ottant'anni, ma era ancora in attività. Questo potrebbe significare che abbia lavorato nella grande bottega di Tiziano, ma ciò non è sicuro. Clovio lo descrisse come «un talento raro nell'arte della pittura».
Nel 1570 si trasferì a Roma, dove eseguì una serie di opere fortemente caratterizzate dallo stile appreso nel suo apprendistato veneziano. Non si sa quanto a lungo sia rimasto a Roma, anche se potrebbe essere tornato a Venezia (verso il 1575-76) prima di partire per la Spagna. A Roma, dietro raccomandazione di Giulio Clovio, fu accolto come ospite a Palazzo Farnese, che il cardinale Alessandro Farnese aveva trasformato nel centro artistico e intellettuale della città. Lì entrò in contatto con l'élite intellettuale romana, tra cui l'erudito Fulvio Orsini, la cui collezione in seguito incluse sette dipinti dell'artista (tra cui Veduta del Monte Sinai e un ritratto di Clovio).
Diversamente da altri artisti cretesi trasferitisi a Venezia, modificò il suo stile in modo sostanziale e cercò di distinguersi inventando interpretazioni nuove e insolite dei soggetti religiosi tradizionali. Le opere dipinte in Italia furono influenzate dallo stile del Rinascimento veneziano dell'epoca e presentano figure allungate che rievocano quelle del Tintoretto e un uso del colore che riconduce a Tiziano. I pittori veneziani gli insegnarono anche a organizzare sulla tela le sue composizioni di varie figure, creando scenari pieni di vita e con una luce capace di creare atmosfera.
Grazie al periodo trascorso a Roma, i suoi dipinti si arricchirono di caratteristiche tipiche del manierismo dell'epoca. All'epoca del suo arrivo in città, Michelangelo e Raffaello erano già morti, ma il loro esempio continuava a essere estremamente importante, praticamente inevitabile per tutti i giovani pittori. El Greco era deciso a lasciare la propria traccia a Roma, difendendo le sue convinzioni artistiche, le sue idee e il suo stile. Apprezzò molto il lavoro del Correggio e del Parmigianino ma non esitò a criticare duramente il Giudizio universale di Michelangelo realizzato nella Cappella Sistina; fece a papa Pio V la proposta di lasciarlo ridipingere interamente l'affresco secondo i dettami della nuova e più rigida dottrina cattolica. Quando, successivamente, gli venne chiesto che cosa pensasse di Michelangelo, rispose che «era un brav'uomo, ma non sapeva dipingere». Si è quindi posti di fronte a un paradosso: si sa che rigettò con forza o addirittura condannò l'opera di Michelangelo, ma allo stesso tempo gli fu impossibile sfuggire alla sua influenza. L'influenza di Buonarroti infatti si può vedere in opere più tarde, come l'Allegoria della Lega Santa. Realizzando i ritratti di Michelangelo, Tiziano, Clovio e, presumibilmente, Raffaello in uno dei suoi dipinti (La purificazione del tempio), non solo espresse la sua gratitudine nei loro confronti, ma di fatto reclamò di poter essere messo sullo stesso piano di quei grandi maestri. Come si può leggere nei suoi stessi commentari, vedeva quegli artisti come modelli da emulare. Nelle sue Cronache, scritte nel XVII secolo, Giulio Mancini lo incluse tra i pittori che avevano promosso, in vari modi, una rivalutazione degli insegnamenti di Michelangelo.
A causa delle sue convinzioni artistiche non convenzionali e della sua forte personalità, ben presto a Roma si procurò dei nemici. L'architetto e scrittore Pirro Ligorio lo definì uno «stupido straniero» e materiale d'archivio recentemente scoperto racconta di una lite con Farnese, che costrinse il giovane artista ad abbandonare il suo palazzo. Il 6 luglio 1572, fece una protesta ufficiale per questo fatto e pochi mesi dopo, il 18 settembre 1572, pagò la propria quota d'iscrizione alla Gilda di San Luca come pittore miniaturista. Alla fine dell'anno aprì la propria bottega e ingaggiò come assistenti i pittori Lattanzio Bonastri de Lucignano e Francisco Preboste.

### La Spagna

#### Il trasferimento a Toledo

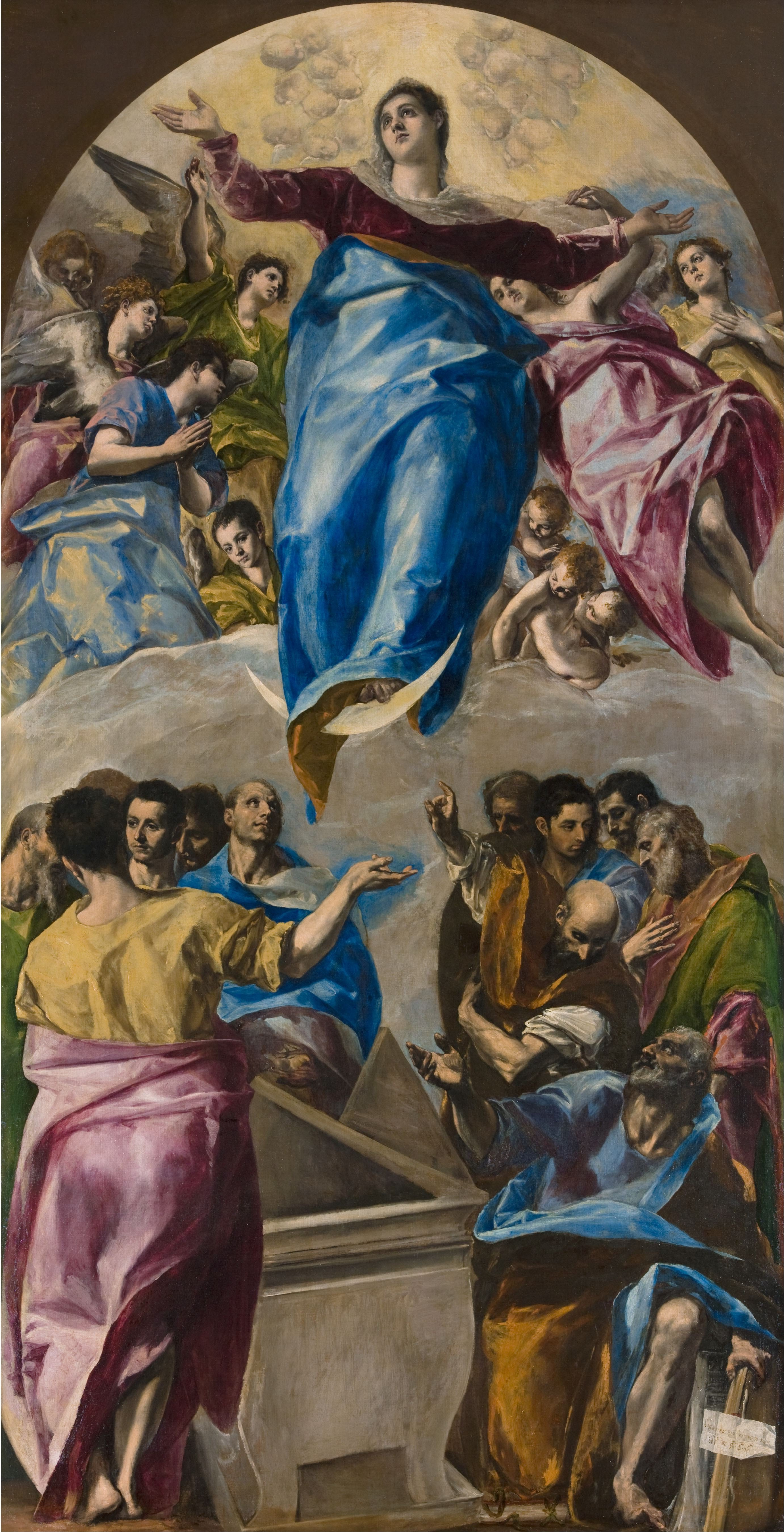
L'Assunzione della Vergine (1577–1579, olio su tela, 401 × 228 cm, Art Institute of Chicago) è uno dei nove dipinti che El Greco completò per il monastero di San Domenico di Silos a Toledo, la prima commissione che ricevette in Spagna

Nel 1577 si trasferì dapprima a Madrid, quindi a Toledo, dove realizzò le sue opere più mature. A quell'epoca Toledo era la capitale religiosa della Spagna e una città molto popolosa dall'«illustre passato, prospero presente e incerto futuro». A Roma, El Greco si era guadagnato il rispetto di vari intellettuali, ma aveva anche dovuto affrontare l'ostilità di alcuni critici. Nel decennio del 1570 l'immenso monastero-palazzo de El Escorial era ancora in costruzione e Filippo II di Spagna incontrava difficoltà nel trovare validi artisti che realizzassero i molti dipinti di grandi dimensioni che dovevano decorarlo. Tiziano era morto, mentre Tintoretto, Veronese e Antonio Moro avevano tutti rifiutato di andare in Spagna. Filippo aveva dovuto ripiegare su Juan Fernández de Navarrete, artista di minore talento, le cui gravedad y decoro (serietà e dignità) erano però apprezzate dal re stesso. Navarrete però morì nel 1579; il fatto si rivelò un'occasione propizia per El Greco. Tramite Clovio e Orsini incontrò Benito Arias Montano, un umanista spagnolo nonché agente per conto di Filippo, il religioso Pedro Chacón e Luis de Castilla, figlio di Diego de Castilla il diacono della cattedrale di Toledo. Grazie all'amicizia stretta con de Castilla si assicurò la sua prima grande commissione a Toledo. Arrivò in città nel luglio del 1577 e firmò un contratto per realizzare un gruppo di dipinti che dovevano decorare il monastero di San Domenico di Silos a Toledo e la celebre Spoliazione di Cristo. Entro settembre del 1579 terminò i nove dipinti per il convento, tra cui La Trinità e L'Assunzione della Vergine. Tali opere fissarono la reputazione di El Greco a Toledo come pittore di alto livello.
El Greco non aveva progettato di stabilirsi definitivamente a Toledo, in quanto il suo obiettivo era di conquistarsi il favore di Filippo e riuscire a lasciare il segno come artista a corte. Per questo riuscì a fare in modo di assicurarsi due importanti commissioni dal re: l'Allegoria della Lega Santa e il Martirio di San Maurizio. Tuttavia tali opere non piacquero al re, che decise di sistemare la pala di San Maurizio nella sala capitolare, invece che all'interno della cappella per cui era stata commissionata. Pertanto decise di non affidare più commissioni a El Greco. I motivi esatti dell'insoddisfazione del re non sono chiari. Alcuni studiosi hanno suggerito che a Filippo non fosse piaciuta l'inclusione di persone viventi in una scena a soggetto religioso; altri che l'opera di El Greco avesse contravvenuto a una regola fondamentale dell'epoca della Controriforma, ovvero che in un'immagine il contenuto fosse predominante rispetto allo stile. Filippo seguiva con grande interesse le commissioni artistiche e aveva dei gusti molto definiti: anche una scultura raffigurante una Crocifissione di Benvenuto Cellini, opera che si fece attendere a lungo, non incontrò il suo gusto e venne sistemata in un luogo meno rilevante. Il successivo esperimento di Filippo, che si rivolse a Federico Zuccari, ebbe successo ancor minore. Comunque sia andata, l'insoddisfazione di Filippo pose fine a ogni speranza di El Greco di ottenere il patronato reale.

#### Le opere della maturità e gli ultimi anni

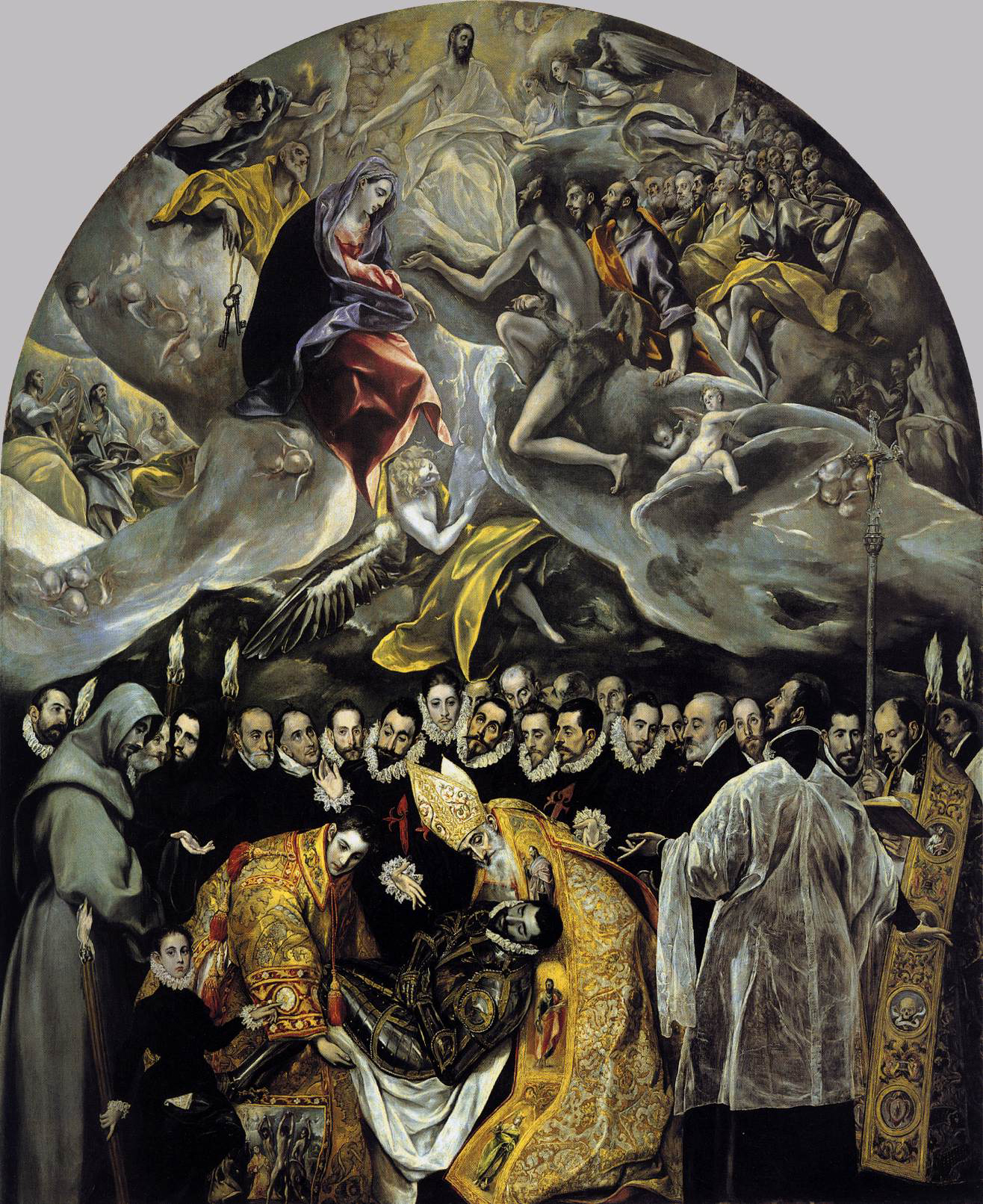
La Sepoltura del conte di Orgaz (1586–1588, olio su tela, 480 × 360 cm, Santo Tomé, Toledo), è ai giorni nostri l'opera più famosa di El Greco, e illustra una leggenda popolare locale. Si tratta di un dipinto molto grande e chiaramente diviso in due zone: la parte celeste superiore e la parte "terrena" in basso, fuse insieme dalla composizione del quadro.

Privo del sostegno del Re, si vide costretto a restare a Toledo, dove fin dal suo arrivo nel 1577 era considerato un grande pittore. Secondo Hortensio Félix Paravicino, un predicatore e poeta spagnolo del XVII secolo, «Creta gli diede i natali e l'abilità di pittore, Toledo gli diede una patria migliore, dove nel cammino verso la morte iniziò a conquistarsi la vita eterna». Nel 1585 sembra avesse ingaggiato un assistente, il pittore italiano Francesco Preboste, e possedeva una bottega in grado di produrre oltre a dipinti anche statue e cornici d'altare. Il 12 marzo 1586 ottenne una commissione per realizzare la Sepoltura del conte di Orgaz, che oggi è diventata la sua opera più celebre. Il decennio che va dal 1597 al 1607 per El Greco fu un periodo di intensa attività. In quegli anni ricevette varie commissioni importanti e la sua bottega realizzò gruppi pittorici e scultorei per diverse istituzioni religiose. Tra le commissioni più rilevanti del periodo ci sono tre altari realizzati per la Cappella di San Giuseppe a Toledo (1597–1599), tre dipinti per il Collegio de Doña María di Aragona (1596–1600), un monastero agostiniano di Madrid, e l'altare maggiore con quattro altari laterali e il dipinto di San Ildefonso per la cappella Maggiore dell'Hospital de la Caridad di Illescas (1603-1605). La minuta della commissione per la Vergine dell'Immacolata Concezione (1607–1613), scritta dal personale dell'amministrazione cittadina, descrive El Greco come "uno degli uomini più grandi sia all'interno del regno che fuori".
Tra il 1607 e il 1608 rimase coinvolto in una lunga disputa legale, riguardante il pagamento dei suoi lavori, con i responsabile dell'Hospital de la Caridad di Illetas; questa, oltre ad altre controversie legali, contribuirono a portarlo verso le difficoltà economiche che incontrò verso la fine della sua vita. nel 1608 ricevette l'ultima grande commissione, per conto dell'Hospital di San Giovanni Battista a Toledo.
El Greco aveva eletto Toledo a sua patria. Contratti giunti fino a noi lo citano come proprietario dal 1585 in poi di un complesso di tre appartamenti e ventiquattro stanze appartenute al Marchese di Villena. Fu proprio in quegli appartamenti, che gli servivano anche come laboratorio e bottega, che trascorse il resto della sua vita, dipingendo e studiando. Tenne uno stile di vita piuttosto elevato e spesso ingaggiava dei musicisti che lo intrattenessero mentre cenava.
Mentre lavorava a un'opera commissionatagli dall'Hospital de Tavera si ammalò gravemente e, un mese dopo, il 7 aprile 1614, morì. Pochi giorni prima, il 31 marzo, aveva incaricato il figlio di porre in atto le sue ultime volontà. Testimoni di quest'atto furono due suoi amici greci (non aveva mai perso del tutto il contatto con le sue origini). Fu sepolto nella chiesa di San Domenico Vecchio. Ma nel 1618 le sue spoglie vennero traslate nel Monastero di S. Torquato, che venne a sua volta distrutto nel 1868.

#### El Greco e gli ebrei

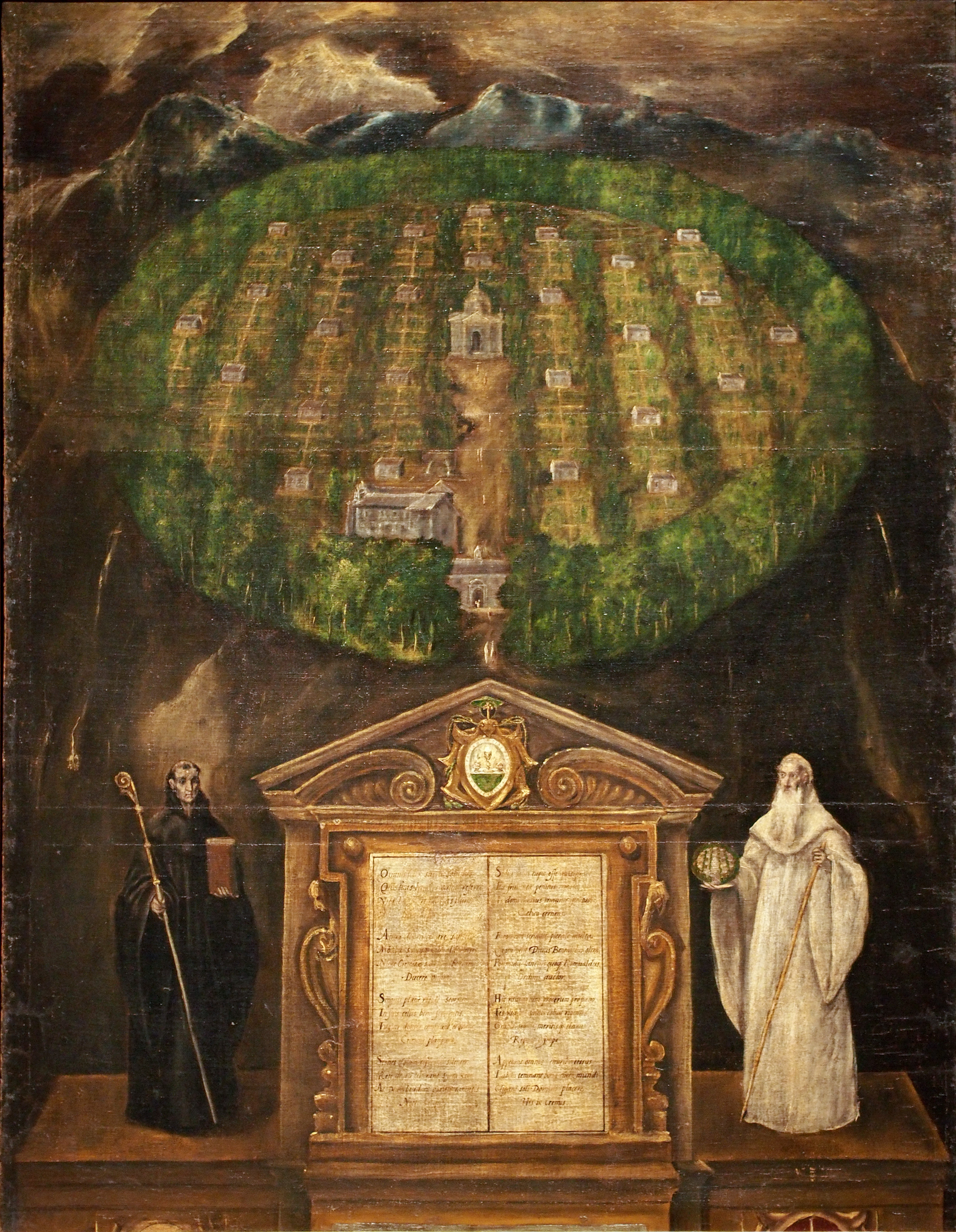
Allegoria dell'Ordine Camaldolese (1597), olio su tela, 138 x 108 cm, Museo del Patriarca, Valencia, Spagna. Nella disposizione dei caseggiati dell'Eremo di Camaldoli, alcuni critici intravedono una 'menorah', nascosta nell'opera come una sorta di omaggio da parte di El Greco ai suoi amici cripto-ebrei di Toledo.

Alcuni storici dell'arte spagnoli, tra i quali Óscar González Palencia e Antonio Illán , hanno ipotizzato stretti legami tra El Greco e alcuni ebrei convertiti al cattolicesimo; legami che avrebbero influito sull'arte del pittore spingendolo a nascondere simboli ebraici in alcune delle sue opere, come ad esempio Allegoria dell'Ordine camaldolese (1597), la cui struttura ricorda vagamente una 'menorah'. Quest'opera, in realtà, fu realizzata da El Greco su commissione dei monaci camaldolesi e perciò fu sottoposta al rigoroso vaglio della censura ecclesiastica, che non avrebbe avuto difficoltà a scoprire la 'menorah' nella trama del dipinto e a punire l'autore in quanto amico degli ebrei, a quell'epoca sottoposti a durissime vessazioni. Inoltre, una copia di quest'opera, anch'essa realizzata da El Greco, fu donata a Juan de Ribera, arcivescovo di Valencia e patriarca di Antiochia. Infatti, porta evidente lo stemma dell'alto prelato. Il dettaglio della 'menorah' non sarebbe sfuggito neppure a Juan de Ribera, ricordato come un intransigente "cacciatore" di cripto-ebrei e di moriscos.
Non ci sono neppure conferme del fatto la sua compagna spagnola, Jerónima de Las Cuevas, fosse di origini ebraiche. La donna, che El Greco non sposò mai, fu la madre del suo unico figlio, Jorge Manuel, nato nel 1578, che diventò a sua volta un pittore aiutando il padre e continuando a imitare il suo stile compositivo per anni dopo averne ereditato la bottega. Nel 1604 Jorge Manuel e Alfonsa de los Morales diventarono genitori del nipote di El Greco, Gabriel, che fu battezzato da Gregorio Angulo, governatore di Toledo e amico personale dell'artista.

## La sua arte

### Tecnica e stile

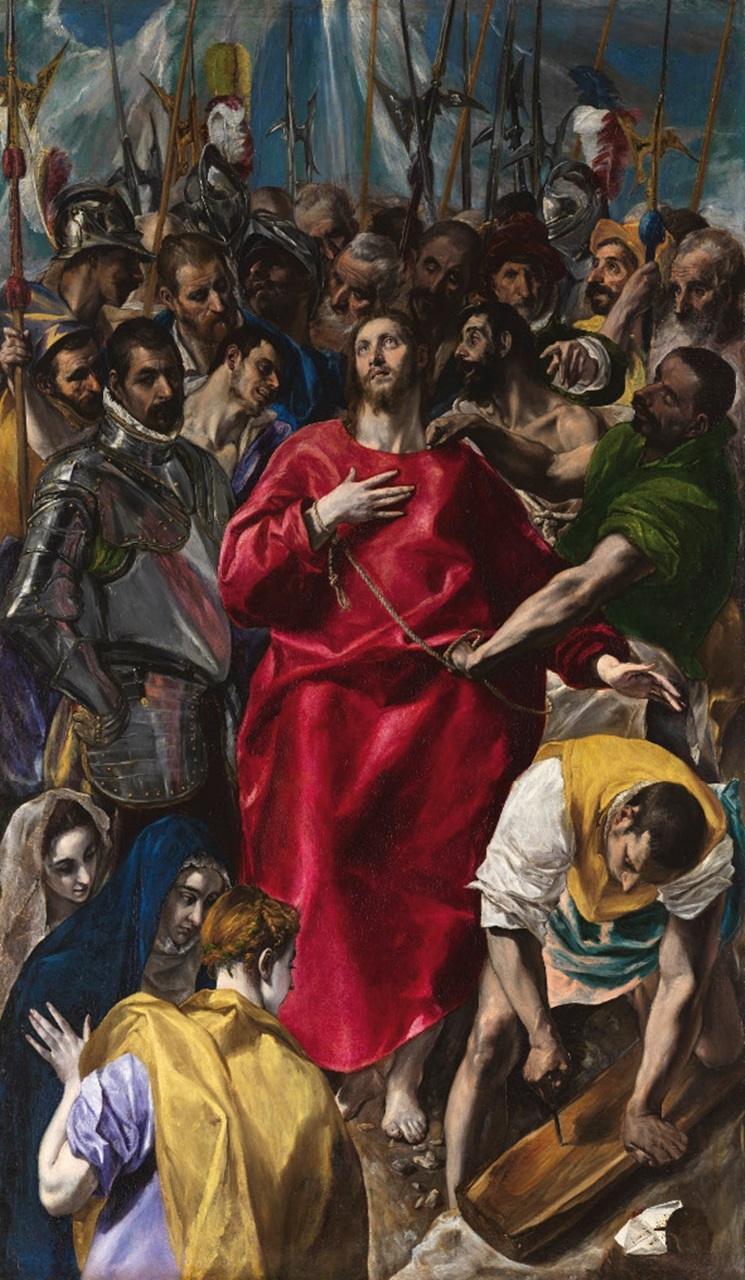
La Spoliazione di Cristo (El Espolio) (1577–1579, olio su tela 285 × 173 cm, Sacrestia della Cattedrale, Toledo) è una delle più celebri pale d'altare di El Greco. Le pale d'altare di El Greco sono famose per le loro composizioni dinamiche e il loro carattere innovativo.

Uno dei principi fondamentali dello stile di El Greco è il primato dell'immaginazione e dell'intuizione sulla rappresentazione soggettiva della creazione. El Greco rifiutò i principi classicisti come misura e proporzione. Credeva che la grazia fosse l'obiettivo principale dell'arte, ma il pittore ha raggiunto la grazia solo se riesce a risolvere le problematiche più complesse con facilità e disinvoltura.
El Greco pensava che il colore fosse l'elemento più importante e allo stesso tempo meno governabile di un dipinto, e dichiarò che il colore aveva la supremazia rispetto all'immagine. Francisco Pacheco del Río, un pittore che fece visita a El Greco nel 1611, scrisse che all'artista piacevano «grandi macchie di colori puri e non mescolati, come fossero immodesti segni della sua abilità».
Lo storico dell'arte Max Dvořák è stato il primo studioso a mettere in relazione l'arte di El Greco con il manierismo e l'antinaturalismo. Gli studiosi moderni definiscono la dottrina dei El Greco come «tipicamente manierista» e individuano le sue origini nel neoplatonismo rinascimentale. Jonathan Brown ritiene che El Greco si sia sforzato di creare una forma d'arte raffinata; secondo Nicholas Penny «giunto in Spagna, fu capace di inventare un proprio stile personale che sconfessava la maggior parte delle ambizioni descrittive della pittura».
Nelle opere della maturità dimostrò una caratteristica tendenza a drammatizzare piuttosto che a descrivere; un forte turbamento spirituale si trasferisce dal dipinto direttamente agli osservatori. Secondo Pacheco il perturbato, distorto e talvolta apparentemente poco curato tratto di El Greco era in realtà dovuto al suo meditato impegno nel tentare di acquisire una libertà di stile. La preferenza di El Greco per le figure molto alte e snelle e per le composizioni verticalmente allungate, capaci sia di soddisfare i suoi scopi espressivi sia di obbedire alla sua dottrina estetica, lo portò a trascurare le leggi di natura e ad allungare sempre di più le sue composizioni, in particolare quando erano destinate a delle pale d'altare. Nelle opere della sua maturità l'anatomia umana venne sempre più trasfigurata; per La Vergine dell'Immacolata Concezione chiese di allungare la pala stessa di circa mezzo metro «perché in questo modo la sua immagine sarà perfetta e non ridotta, che è la cosa peggiore che può capitare a una figura». Una delle innovazioni più significative delle opere della maturità di El Greco fu l'integrazione tra immagini e spazio; viene sviluppata una reciproca relazione che unifica completamente la superficie dipinta. Un'integrazione simile sarebbe riemersa solo tre secoli dopo, nelle opere di Cézanne e Picasso.

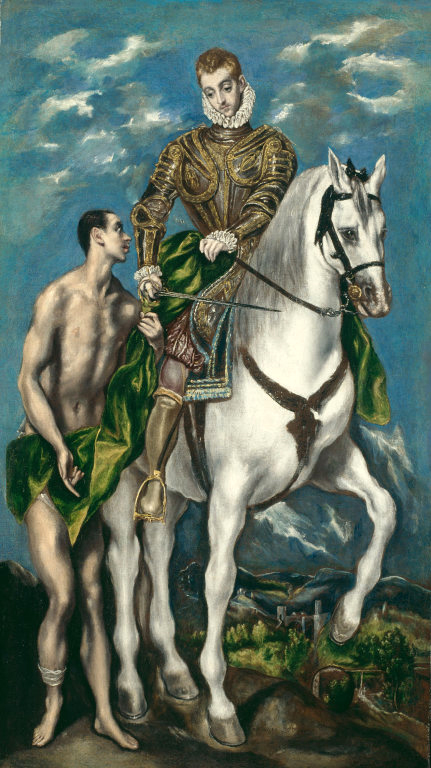
San Martino e il mendicante, c. 1597–1600, Art Institute of Chicago

Altra caratteristica del tardo stile di El Greco è l'uso della luce. Come nota Jonathan Brown, «ogni figura sembra avere la propria luce dentro di sé oppure riflette la luce che proviene da una sorgente invisibile». Fernando Marias e Agustín Bustamante García, gli studiosi che hanno trascritto le annotazioni manoscritte di El Greco, associano la forza che il pittore dona alla luce con l'ideale alla base del neoplatonismo cristiano.
La critica moderna pone l'attenzione sull'importanza che ebbe Toledo per il completo sviluppo dello stile di El Greco e pone in rilievo la capacità dell'artista di adattare il suo stile all'ambiente che lo circondava. Harold Wethey sostiene che «anche se era greco di origine e italiano come preparazione artistica, l'artista si immerse così a fondo nell'ambiente profondamente religioso spagnolo da diventare l'artista visuale più rappresentativo del misticismo spagnolo»; egli crede che nelle opere più mature di El Greco «la sua attitudine profondamente spirituale riflette lo spirito della chiesa cattolica romana di Spagna del periodo della Controriforma».
El Greco fu anche un eccellente ritrattista, capace di mettere sulla tela le sembianze di chi posava, di comunicare il suo carattere. Eseguì numericamente meno ritratti rispetto ai dipinti di argomento religioso, ma la loro qualità è egualmente elevata. Wethey afferma che "in modo semplice l'artista creava caratterizzazioni memorabili che lo pongono tra i ritrattisti più grandi, insieme a Tiziano e Rembrandt".

### Possibili affinità con l'arte bizantina

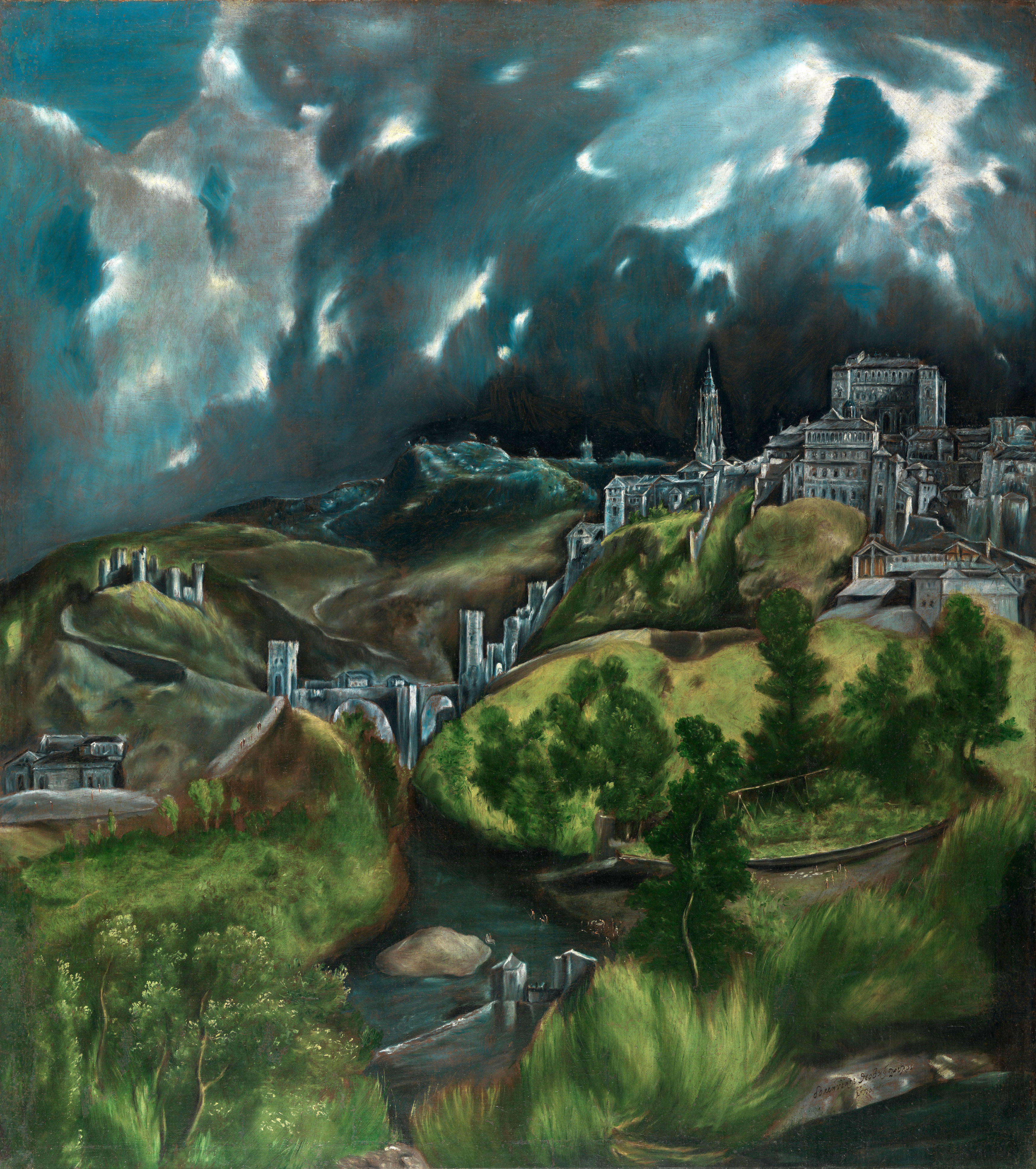
Veduta di Toledo (c. 1596–1600, olio su tela, 47,75 × 42,75 cm, Metropolitan Museum of Art, New York) è una delle due vedute della città realizzate da El Greco giunte fino a noi

A partire dagli inizi del XX secolo, gli studiosi hanno iniziato a chiedersi se lo stile di El Greco potesse avere le sue origini nell'arte bizantina. Alcuni storici dell'arte hanno sostenuto che le radici artistiche di El Greco affondavano profondamente nella tradizione bizantina, e che le sue caratteristiche più peculiari discendono in maniera diretta dall'arte dei suoi antenati, altri al contrario hanno affermato che l'arte bizantina non può essere messa in relazione con le opere di El Greco della fine della sua carriera.
La scoperta della Dormizione della Vergine sull'isola di Siro, opera autentica e firmata dall'artista del suo periodo cretese, e le approfondite ricerche d'archivio dei primi anni sessanta, hanno contribuito a riaccendere il dibattito e a rivalutare queste teorie. Nonostante segua diverse delle convenzioni stilistiche proprie delle icone bizantine, alcuni aspetti del dipinto mostrano senza dubbio l'influenza dell'arte veneziana e la composizione, che mostra la morte di Maria, fonde le differenti dottrine della dormizione ortodossa e dell'assunzione cattolica.
Importanti lavori critici della seconda metà del XX secolo dedicati a El Greco rivalutano alcune delle interpretazioni della sua opera, tra cui le supposte radici bizantine. Basandosi sugli appunti scritti da El Greco stesso, con il suo tipico stile, e sul fatto che l'artista scrivesse la sua firma in caratteri greci, si può individuare una continuità organica tra la pittura bizantina e la sua arte. Secondo Marina Lambraki-Plaka «lontano dall'influenza dell'Italia, in un luogo neutrale e simile sotto il profilo intellettuale al suo luogo di nascita, Candia, gli elementi bizantini della sua formazione emersero ed ebbero un ruolo importante nella nuova concezione dell'immagine che ci viene presentata nelle sue opere della maturità». Con questo giudizio la Lambraki-Plaka si pone in contrapposizione ai professori dell'Università di Oxford Cyril Mango e Elizabeth Jeffreys, che sostengono che «nonostante si affermi il contrario, l'unico elemento bizantino dei suoi più celebri dipinti era la firma in caratteri greci». Nikos Hadjinikolaou afferma che a partire dal 1570 la pittura di El Greco è «né bizantina né post-bizantina, ma occidentale. Le opere che realizzò in Italia appartengono alla storia dell'arte italiana, e quelle che produsse in Spagna alla storia dell'arte spagnola».

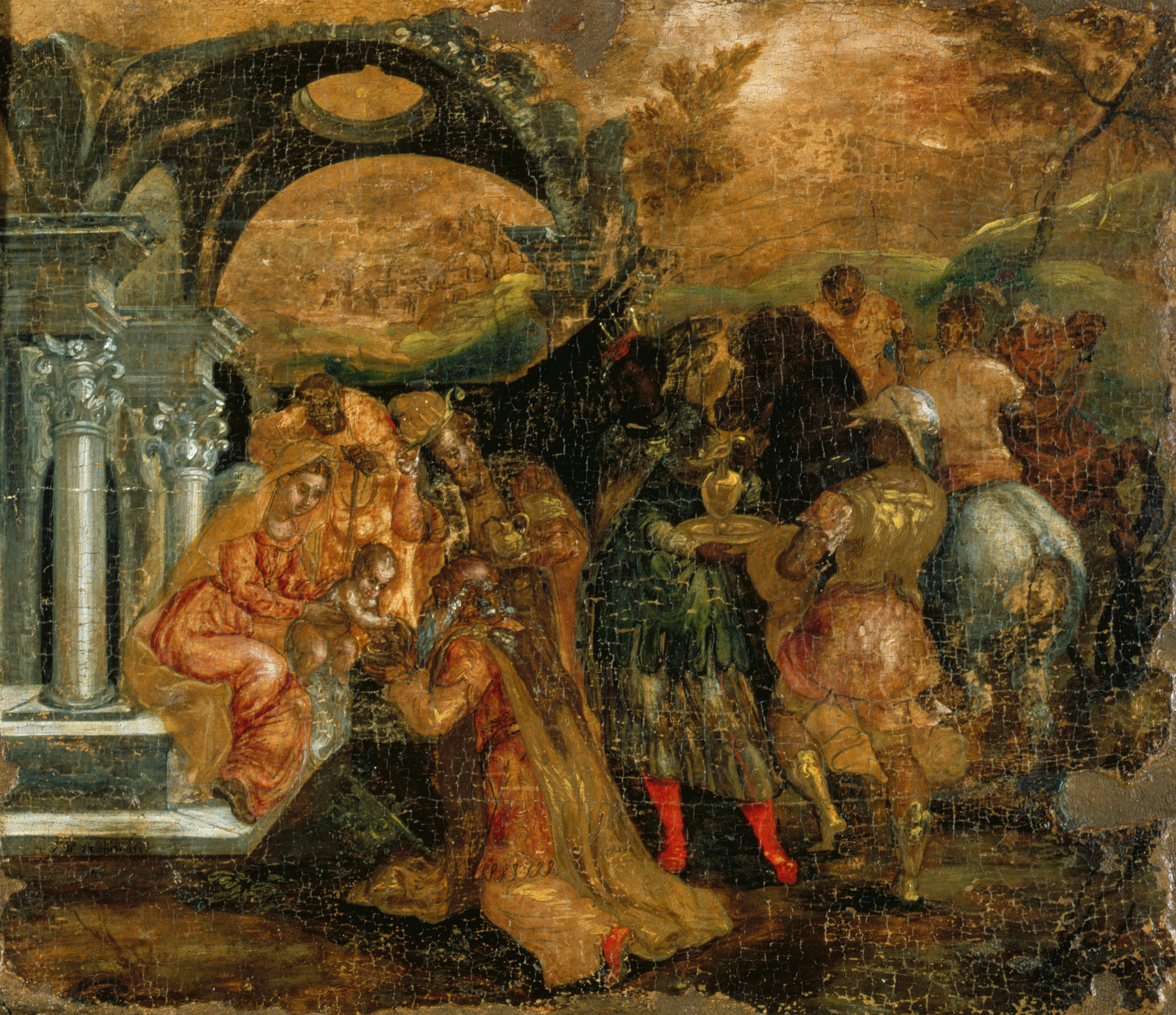
L'Adorazione dei Magi (1565–1567, 40 × 45 cm, Museo Benaki, Atene). L'icona, firmata da El Greco ("Χείρ Δομήνιχου", It. creata dalla mano di Doménicos), fu dipinta a Candia e faceva parte di un antico scrigno.

Lo storico dell'arte britannico David Davies cerca le origini dello stile di El Greco nella sua educazione greco-cristiana e nel suo ricordo degli aspetti liturgici e cerimoniali della Chiesa ortodossa. Davies crede che l'atmosfera religiosa del periodo della controriforma e l'estetica del manierismo abbiano agito da catalizzatori nella creazione della sua tecnica personale. Egli afferma inoltre che le filosofie platonica e neoplatonica, le opere di Plotino e dello Pseudo-Dionigi l'Areopagita, i testi dei Padri della Chiesa e la liturgia offrono le chiavi per comprendere lo stile di El Greco. Riassumendo le varie discussioni su questo punto, José Álvarez Lopera, curatore del Museo del Prado di Madrid, conclude che la presenza dei "ricordi bizantini" è evidente nelle opere di El Greco della maturità, anche se ci sono ancora dei punti oscuri riguardo alle sue origini bizantine che avrebbero bisogno di ulteriori chiarimenti.

### Architettura e scultura
El Greco fu notevolmente apprezzato dai suoi contemporanei anche come architetto e scultore. Era solito progettare e realizzare per intero le composizioni artistiche che decoravano gli altari non solo intervenendo come pittore, come fece, ad esempio per l'Hospital de la Caridad. Decorò infatti la cappella dell'Hospital, ma l'altare ligneo e le sculture sono con ogni probabilità andati perduti. Per l'El Espolio l'artista progettò l'altare originale di legno dorato che è andato distrutto, ma il piccolo gruppo scultoreo del Miracolo di San Ildefonso è arrivato fino a noi.
La sua più importante opera architettonica furono la chiesa e il monastero di Santo Domingo el Antiguo, edifici per cui realizzò anche sculture e dipinti. El Greco è considerato un pittore che tende a incorporare l'architettura nei suoi dipinti. Si ritiene che nel periodo trascorso a Toledo fosse solito anche realizzare le complesse cornici dei suoi dipinti; Pacheco lo definisce uno «scrittore di pittura, scultura e architettura».
Nei marginalia che El Greco aggiunse alla sua copia della traduzione del De Architectura di Vitruvio fatta da Daniele Barbaro, l'artista rifiuta l'attaccamento che Vitruvio manifesta verso le rovine archeologiche, le proporzioni canoniche, la prospettiva e la matematica. El Greco avversava il concetto stesso di regola in architettura; credeva soprattutto nella libertà di inventare e difendeva le novità, la varietà e la complessità. Queste idee furono però di gran lunga troppo azzardate per la sua epoca e non riuscirono ad avere alcuna risonanza nell'immediato.

## L'eredità

### La considerazione postuma da parte dei critici

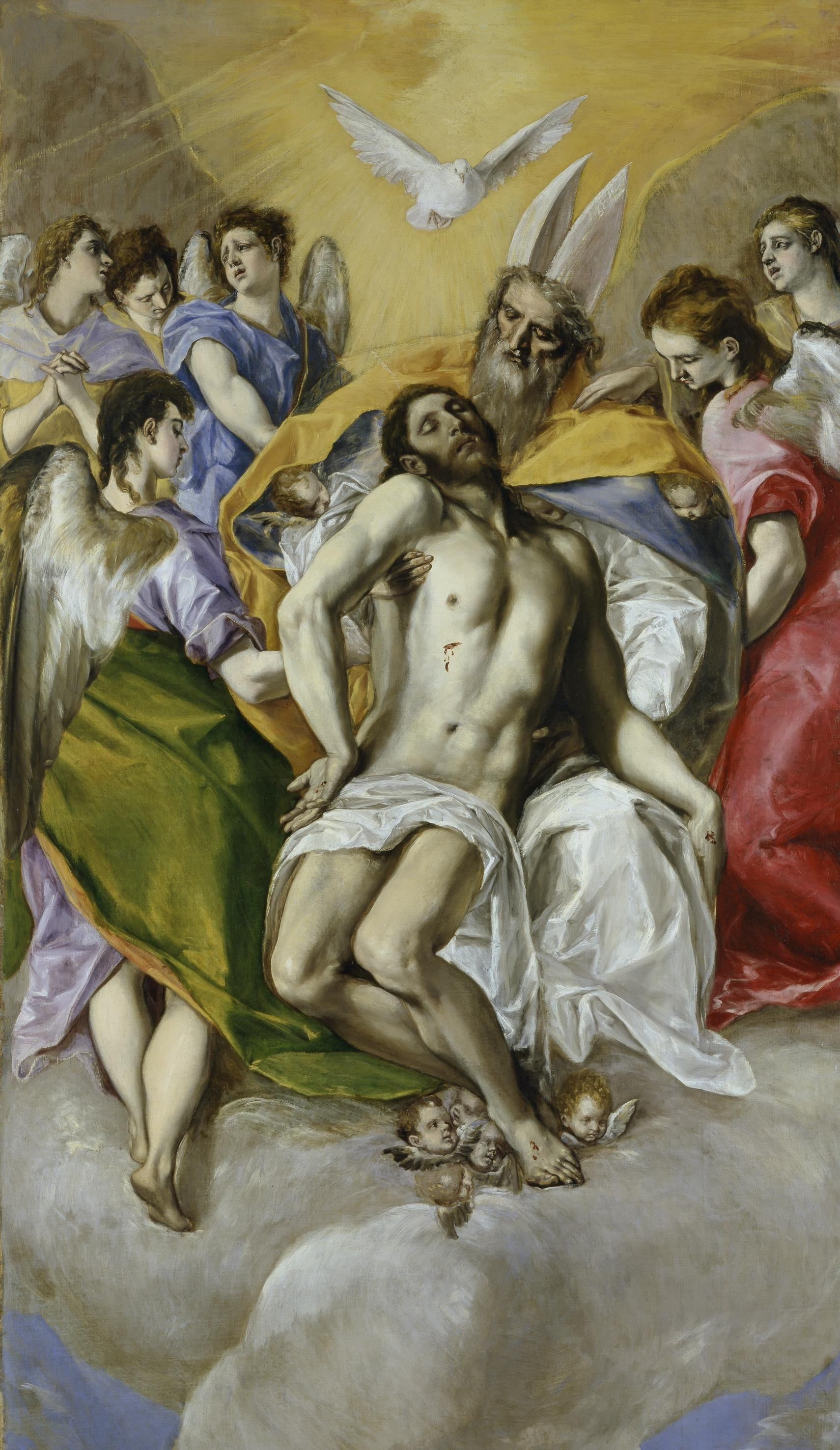
La Santa Trinità (1577–1579, 300 × 179 cm, olio su tela, Museo del Prado, Madrid, Spagna). Faceva parte di un gruppo di opere dipinte per la chiesa di "Santo Domingo el Antiguo".

El Greco fu molto poco considerato dalle generazioni immediatamente successive, perché il suo lavoro sotto molti aspetti era opposto ai principi del primo stile barocco che iniziò a imporsi verso gli inizi del XVII secolo e che presto finì per soppiantare gli ultimi fuochi del manierismo del XVI secolo. El Greco fu giudicato incomprensibile e non ebbe seguaci di rilievo. Solo suo figlio e alcuni altri sconosciuti pittori realizzarono delle poco valide imitazioni dei suoi lavori. Tra la fine del XVII secolo e l'inizio del XVIII dei critici spagnoli iniziarono a lodare la sua abilità, criticando però al contempo il suo stile anti-naturalistico e la sua complessa iconografia. Alcuni di questi studiosi, come Acislo Antonio Palomino de Castro y Velasco e Juan Agustín Ceán Bermúdez, descrissero le sue opere della maturità come «disprezzabili», «ridicole» e «meritevoli di disprezzo». Il punto di vista di Palomino e Bermúdez venne frequentemente ripreso nella storiografia spagnola, con l'aggiunta di termini come «strano», «bizzarro», «originale», «eccentrico» e «stravagante».
Con l'arrivo del Romanticismo alla fine del XVIII secolo, le opere di El Greco furono valutate di nuovo e in maniera diversa. Secondo lo scrittore francese Théophile Gautier, El Greco fu il precursore del movimento romantico europeo nella sua ricerca della stranezza e dell'estremo.
Gautier giudicava El Greco come l'eroe romantico ideale (il «talentuoso», l'«incompreso», il «folle»), e fu il primo a esprimere esplicitamente la sua ammirazione per la tecnica di El Greco delle sue ultime opere. I critici d'arte francesi Zacharie Astruc e Paul Lefort contribuirono a promuovere un diffuso rinnovato interesse verso la sua pittura. Nel decennio del 1890, vari pittori spagnoli residenti a Parigi lo adottarono come propria guida e punto di riferimento.
Nel 1908, lo storico dell'arte spagnolo Manuel Bartolomé Cossío pubblicò il primo catalogo generale delle opere di El Greco; nel testo El Greco fu presentato come il fondatore della scuola spagnola. Nello stesso anno Julius Meier-Graefe, studioso dell'Impressionismo francese, fece un viaggio in Spagna con l'intento di studiare Velásquez, ma rimase invece affascinato da El Greco; raccontò le sue esperienze in Spanische Reise, il libro che finì per imporre definitivamente El Greco come grande pittore del passato anche al di fuori di ristretti circoli. Nell'opera di El Greco Meier-Graefe vede i prodromi dell'arte moderna.
Nel 1920 l'artista e critico d'arte inglese Roger Fry scrisse che El Greco fu un tipico genio che agiva come meglio pareva a lui «del tutto indifferente all'effetto che il modo di esprimersi che riteneva corretto avrebbe potuto produrre sul pubblico». Fry lo descrisse come «un antico maestro, che non solo è comunque moderno, ma di fatto sembra essere ancora molti passi avanti a noi e si volta indietro per mostrarci la via».
Nello stesso periodo altri ricercatori svilupparono teorie alternative e più radicali. I medici August Goldschmidt e Germán Beritens ipotizzarono che El Greco dipingesse figure umane così allungate perché aveva problemi di vista (forse un astigmatismo o strabismo progressivo) che gli facevano vedere i corpi più lunghi di quanto fossero e con un'angolatura più verticale. Un altro medico, Arturo Perera, attribuì invece il suo particolare stile all'uso di marijuana. Michael Kimmelman, critico del The New York Times, sostenne che «per i greci diventò la quintessenza del pittore greco e per gli spagnoli la quintessenza di quello spagnolo».
Come dimostrato dal felice esito della campagna di raccolta fondi lanciata dalla Pinacoteca Nazionale di Atene nel 1995 per l'acquisto del San Pietro, El Greco è apprezzato non solo dagli esperti e amanti dell'arte, ma anche dalla gente comune; grazie alle donazioni di singoli individui e di fondazioni di beneficenza la pinacoteca riuscì a raccogliere 1,2 milioni di dollari, acquistando così il dipinto.

### Influenza su altri artisti

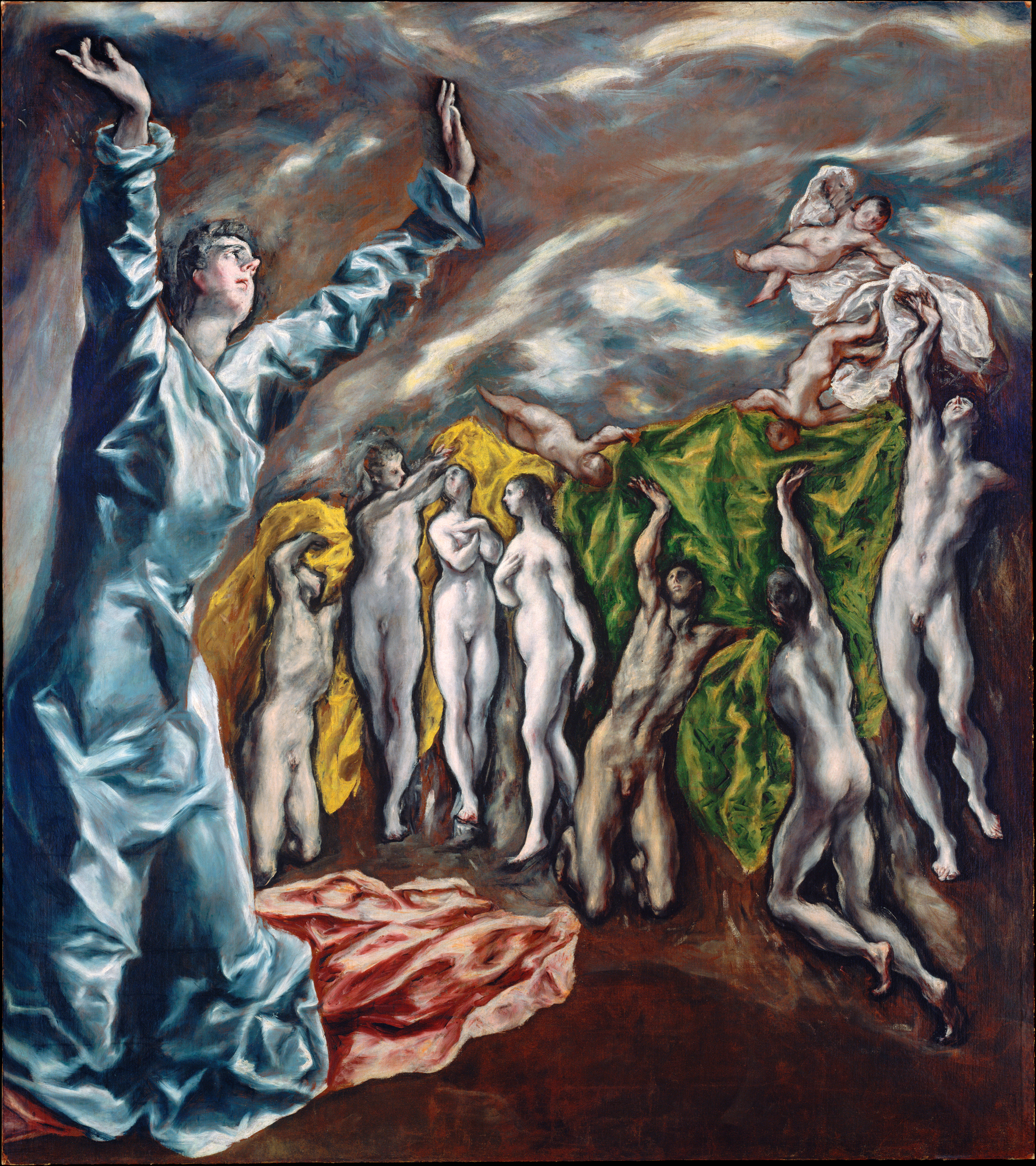
L'Apertura del quinto sigillo dell'Apocalisse (1608–1614, olio, 225 × 193 cm., New York, Metropolitan Museum of Art) è probabilmente stata una delle prime fonti di ispirazione per Les Demoiselles d'Avignon di Picasso

La rivalutazione dell'arte di El Greco non fu limitata ai soli studiosi. Secondo Efi Foundoulaki, «pittori e teorici fin dall'inizio del XX secolo 'scoprirono' un nuovo El Greco ma, nel mentre, scoprirono anche sé stessi». La sua capacità espressiva e il suo uso del colore influenzarono Eugène Delacroix e Édouard Manet.
Secondo il gruppo di artisti Der Blaue Reiter, formatosi a Monaco di Baviera nel 1911, El Greco simboleggiava la «struttura mistica interiore» la riscoperta della quale era l'obiettivo della loro generazione. Il primo pittore che sembra essersi interessato al codice strutturale della morfologia dei dipinti dell'El Greco della maturità fu Paul Cézanne, uno dei precursori del cubismo. Analisi morfologiche comparative dell'opera dei due pittori rivelano i loro elementi comuni, come la distorsione della figura umana, gli sfondi rossastri e (solo in apparenza) poco elaborati e le somiglianze nell'utilizzo e nella rappresentazione degli spazi. Secondo Brown, «Cézanne ed El Greco sono spiritualmente fratelli, a dispetto dei secoli che li separano».
I simbolisti, e Pablo Picasso nel suo periodo blu, si ispirarono alle tonalità fredde di El Greco, servendosi anche della stessa anatomia delle sue figure ascetiche. Mentre Picasso stava lavorando a Les Demoiselles d'Avignon, fece visita all'amico Ignacio Zuloaga nel suo atelier di Parigi e studiò l'Apertura del quinto sigillo dell'Apocalisse di El Greco (che era di proprietà di Zuloaga dal 1897). Il rapporto tra Les Demoiselles d'Avignon e l'Apertura del quinto sigillo dell'Apocalisse venne messa in evidenza nei primi anni ottanta, quando le similitudini stilistiche e le correlazioni tra gli elementi base dei due dipinti vennero attentamente analizzate.

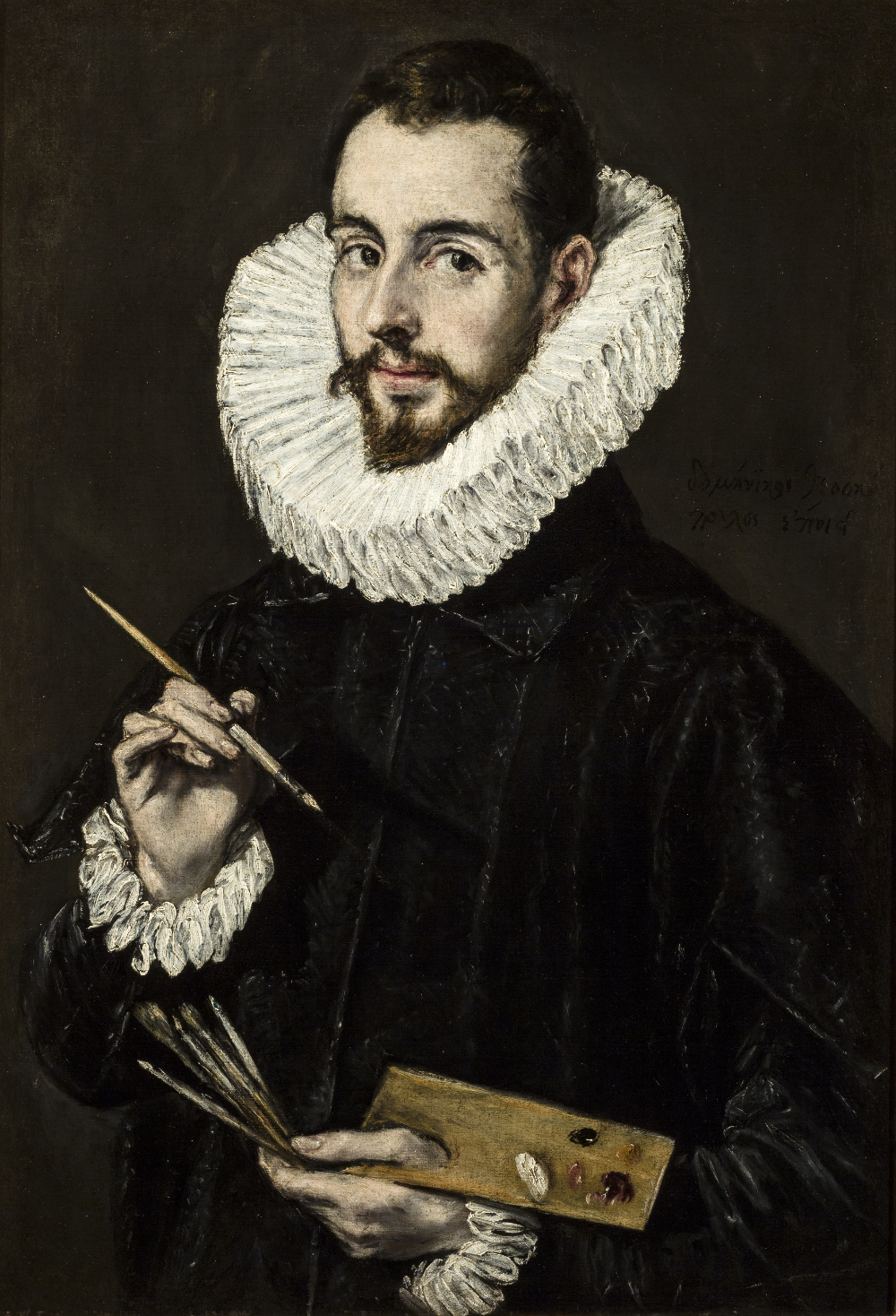
Ritratto di Jorge Manuel Theotocópuli (1600–1605, olio su tela, 81 × 56 cm, Museo Provinciale di Belle Arti, Siviglia)

I primi esperimenti cubisti di Picasso avrebbero poi svelato altre caratteristiche tipiche delle opere di El Greco: l'analisi strutturale delle sue composizioni, la rifrazione multiforme delle immagini, l'intreccio di forme e spazio e gli speciali effetti causati dalle zone di massima luce. Diversi aspetti del cubismo, come le distorsioni e l'interpretazione fisica del tempo trovano analogie nelle opere di El Greco. Secondo Picasso la struttura delle opere di El Greco è cubista. Il 22 febbraio 1950 Picasso inaugurò la sua serie di parafrasi di opere di altri pittori con Il ritratto di un pittore dopo El Greco. Foundoulaki dice che Picasso «completò [...] il processo di rivitalizzazione dei valori pittorici di El Greco che era stato iniziato da Manet e portato avanti da Cézanne».
Gli espressionisti concentrarono l'attenzione sulle distorsioni espressive di El Greco. Franz Marc, uno dei principali rappresentanti del movimento espressionista tedesco, disse «Ci rifacciamo con piacere e risolutezza a El Greco, perché la fama di questo pittore è strettamente legata all'evoluzione delle nostre nuove intuizioni artistiche». Anche Jackson Pollock, grande esponente della corrente dell'Espressionismo astratto, fu influenzato da El Greco. Prima della fine del 1943 Pollock aveva realizzato sessanta composizioni a disegno sulla scia di quelle di El Greco e possedeva tre libri sulle opere del maestro cretese.
La personalità e il lavoro di El Greco furono fonte di ispirazione per il poeta Rainer Maria Rilke. Un gruppo di poesie di Rilke (Himmelfahrt Mariae I.II., 1913) furono direttamente basate sull'Immacolata Concezione del pittore.
Lo scrittore greco Nikos Kazantzakis, che sentiva una grande affinità spirituale con il pittore, intitolò la propria autobiografia Rapporto a El Greco e scrisse inoltre un tributo all'artista di origine cretese.
Nel 1998 il compositore di musica elettronica e artista Vangelis pubblicò El Greco, un album sinfonico ispirato all'artista. L'album rappresenta un'espansione di un precedente lavoro di Vangelis Foros Timis Ston Greco (Φόρος Τιμής Στον Γρέκο, It. "Un tributo a El Greco").
La vita dell'artista nato a Creta è stata anche il soggetto del film El Greco, coproduzione greco - spagnolo - britannica. Il primo ciak della pellicola diretta da Yannis Smaragdis fu dato a Creta nell'ottobre 2006; El Greco è stato interpretato dall'attore britannico Nick Ashdon.

### Altri film e documentari
- documentario Toledo y El Greco di Ignacio F. Iquino (1935)
- cortometraggio Evocación de El Greco di Manuel Hernández Sanjuán (1944)
- cortometraggio El Greco en Toledo di Arturo Ruiz Castillo (1945)
- documentario El Greco di José María Elorrieta (1948)
- documentario El Greco en Toledo di Leonardo Martín (1951)
- documentario El Greco en su obra maestra: El entierro del Conde Orgaz di Juan Serra (1953)
- documentario El Greco en Toledo di Pío Caro Baroja (1959)
- documentario El Greco, un pintor, un río, una ciudad di Jesús Fernández Santos (1960)
- lungometraggio El Greco di Luciano Salce (1966)
- documentario El Greco di José María Elorrieta (1973)
- lungometraggio El caballero de la mano en el pecho di Juan Guerrero Zamora (1976)
- serie tv Dominikos Theotokopoulos Kris epoiei di Antonis Papadoupoulos (2008)

## Il dibattito sulle attribuzioni
Il numero esatto delle opere di El Greco è una questione che ha provocato molte discussioni. Nel 1937, un celebre studio dello storico dell'arte Rodolfo Pallucchini ebbe l'effetto di aumentare grandemente il numero dei dipinti accettati come di mano dell'artista. Pallucchini attribuì a El Greco un piccolo trittico che si trova nella Galleria Estense di Modena basandosi su una firma che si trova sul retro del pannello centrale dell'opera, Χείρ Δομήνιχου ("Creata dalla mano di Domenico"). Si trovò così consenso sull'idea che il trittico fosse davvero un'opera giovanile di El Greco e la pubblicazione di Pallucchini diventò in pratica il metro di giudizio usato per attribuire opere all'artista. Tuttavia, Wethey negò che il Trittico di Modena avesse qualcosa a che spartire con l'artista e, nel 1962, scrisse un catalogo ragionato riducendo molto il numero di opere di El Greco riconosciute come tali. Mentre lo storico dell'arte José Camón Aznar aveva attribuito al maestro cretese tra 787 e 829 dipinti, Wethey si limitò a riconoscere come autentiche 285 opere: Halldor Sœhner, uno studioso tedesco dell'arte spagnola, ne riconobbe solo 137.
Wethey e altri studiosi rifiutarono il concetto che Creta avesse avuto un qualsiasi ruolo nella sua formazione, rifiutando così una serie di opere ritenute appartenenti alla gioventù di El Greco.
A partire dal 1962, la scoperta della Dormizione, e le approfondite ricerche di archivio hanno convinto gli studiosi che le valutazioni di Wethey non erano del tutto corrette e che le scelte che aveva fatto per costruire il suo catalogo probabilmente avevano distorto la completa percezione della natura, delle origini, dello sviluppo e degli inizi dell'arte di El Greco. La scoperta della Dormizione condusse all'attribuzione a El Greco di altre tre opere firmate Δομήνικος (Trittico di Modena, San Luca con la Vergine e il bambino e l'Adorazione dei Magi) e in seguito all'accettazione come autentiche di altre opere - alcune firmate altre no (come la Passione di Cristo dipinta nel 1566) - che furono inserite nel gruppo delle opere del primo periodo di El Greco. El Greco oggi è visto come un artista che ha avuto un'esperienza artistica formativa a Creta. Una serie di opere illustrano il suo primo stile, alcune dipinte proprio a Creta, altre nel primo periodo veneziano, altre ancora durante la permanenza a Roma. Anche Wethey finì per accettare che «probabilmente dipinse il piccolo e molto discusso trittico della Galleria Estense di Modena prima di lasciare Creta». Nondimeno la disputa sul numero esatto delle autentiche opere di El Greco resta irrisolta e l'attendibilità del catalogo di Wethey è al centro di tali discussioni.
Poche sculture sono state attribuite a El Greco, tra le quali Epimeteo e Pandora. Questa attribuzione dubbia è basata sulla testimonianza di Pacheco (egli vide nello studio di El Greco una serie di figurine, ma potrebbero essere state semplicemente dei modelli di prova). Tra le opere di El Greco giunte fino a noi ci sono anche quattro disegni; tre di questi sono lavori preparatori per la pala d'altare di Santo Domingo el Antiguo, mentre il quarto è uno studio per uno dei suoi dipinti, La crocifissione.

### Opere a Creta (fino al 1567)
- 1567 circa: Dormizione della Vergine, tempera e oro su tavola, 61,4 x 45 cm, Ermoupolis, Cattedrale della Dormizione della Vergine.
- 1567: San Luca dipinge la Madonna col Bambino, tempera e olio su tela attaccata su tavola, 41,6 x 33 cm, Atene, Museo Benaki.
- 1570 circa: Deposizione nel sepolcro, olio e tempera su tavola, 51,5 x 43 cm, Atene, Alexandros Soutzos Museum.

### Il periodo a Venezia (1567-1570)
- 1567 circa: Guarigione del cieco nato, olio su tavola, 65,5 x 84 cm, Dresda, Gemäldegalerie.
- 1567-1570: Adorazione dei pastori, olio su tela, 80 x 140 cm, Chiesa di San Michele di Piave.[130]
- 1568 circa: Trittico di Modena, 1568 circa, tempera su tavola, 37 x 23,8 cm (centrale), 24 x 18 cm (laterali) raffiguranti l'Adorazione dei pastori, e il Battesimo di Cristo; il recto è composto da Il Monte Sinai (pannello centrale) e dai pannelli laterali con l'Annunciazione e da Adamo ed Eva nel paradiso terrestre, Galleria Estense, Modena.
- 1568 circa: Ultima Cena, olio su tavola, 43 x 52 cm, Pinacoteca nazionale, Bologna.
- 1568-1570: Sepoltura di Cristo, olio su tavola, 51.5 x 42.9, Pinacoteca nazionale, Atene.
- 1570 circa: Annunciazione, olio su tavola, 26,7 x 20 cm, Museo del Prado, Madrid.
- 1570 circa: Cacciata dei mercanti dal Tempio, olio su tavola di pioppo, 65.4 x 83.2 cm, Washington, National Gallery of Art.
- 1570 circa: Cacciata dei mercanti dal Tempio, olio su tela, 46 x 59 cm, Minneapolis, Minneapolis Institute of Art.
- 1570 circa: Fuga in Egitto, olio su tavola di pioppo, 15.9 x 21.6 cm, Madrid, Museo del Prado.
- 1570 circa: Cristo guarisce il cieco, olio su tela, 119 x 146 cm, New York, Metropolitan Museum of Art.

### Il soggiorno romano (1570-1575)
- 1570-1572: Stimmate di san Francesco, tempera su tavola, 28,2 x 20,6 cm, Collezione privata.
- 1570-1572: Il monte Sinai, olio e tempera su tavola, 41 x 47,5 cm, Historical Museum of Crete, Candia.
- 1570-1575: Guarigione del cieco, olio su tela, 50 x 61 cm, Galleria nazionale, Parma.
- 1570-1575: Ragazzo che soffia su un tizzone acceso, olio su tela, 72,2 x 68 cm, Napoli, Gallerie nazionali di Capodimonte.
- 1571-1572: Ritratto di Giulio Clovio, olio su tela, 58 x 86 cm, Napoli, Gallerie nazionali di Capodimonte.
- 1570-1576: Adorazione dei pastori, olio su tela, 114 x 105 cm, collezione privata, Regno Unito.[131]

### Opere spagnole (1576-1614)
- 1576-1578: Maddalena penitente, olio su tela, Museo di Belle Arti, Budapest.
- 1577: Assunzione della Vergine, olio su tela, Art Institute, Chicago.
- 1577: Apparizione della Vergine a san Lorenzo, olio su tela, Collegio di Nostra Signora di Antigua, Toledo.
- 1577-1579: Spoliazione di Cristo, olio su tela di 173 × 85 cm, Sacrestia della Cattedrale di Toledo.
- 1577-1579: La Trinità, olio su tela di 300 x 179, dal 1832 al Museo del Prado, Madrid.
- 1577-1579: San Benedetto, olio su tela di 116 x 81 cm, al Museo del Prado, Madrid.
- 1577-1578: San Sebastiano, olio su tela, Museo Catedralicio, Palencia
- 1577-1580: San Giuseppe, olio su tela, collezione privata.
- 1577-1580: Adorazione del Santo Nome di Gesù, olio su tela di 140 x 110 cm, Monastero dell'Escorial a San Lorenzo de El Escorial.
- 1580: Sant'Antonio da Padova, olio su tela di 104 x 79, al Museo del Prado, Madrid.
- 1582 circa: Ritratto di san Luigi Gonzaga, olio su tela di 74 × 57, collezione privata, Santa Barbara
- 1585-1588: Sacra Famiglia, olio su tela cm 178 × 105, Museo de Santa Cruz, Toledo.
- 1586: Sepoltura del conte di Orgaz, olio su tela di cm 430 x 360, Chiesa di San Tommaso, Toledo.
- 1587-1592: Santi Pietro e Paolo, olio su tela, cm 121,5 × 105, Museo dell'Ermitage, San Pietroburgo.
- 1586-1595: Velo della Veronica, olio su tela di cm 71 x 54, Museo del Prado, Madrid.
- 1590: Orazione nell'orto, olio su tela di cm 102 x 131, National Gallery, Londra.
- 1590-1595: Cristo portacroce, olio su tela di cm 106 x 69, Museo nazionale d'arte della Catalogna, Barcellona.
- 1595 circa: Sant'Andrea e san Francesco, olio su tela di cm 167 x 113, Museo del Prado, Madrid.
- 1595-1596: Sacra Famiglia, olio su tela cm 127 x 106, Hospital de Tavera, Toledo.
- 1597-1599: San Martino e il mendicante, olio su tela cm 193 x 103, National Gallery of Art, Washington.
- 1596-1600: Adorazione dei pastori, olio su tela, Galleria Nazionale d'Arte Antica, Roma.
- 1596-1600: Battesimo di Cristo, olio su tela, Galleria Nazionale d'Arte Antica, Roma.
- 1597: Vergine Maria, olio su tela di cm 52 x 41, Museo del Prado, Madrid.
- 1597-1600: Resurrezione di Cristo, olio su tela di cm 275 x 127, Museo del Prado, Madrid.
- 1597-1600: Battesimo di Cristo, olio su tela di cm 350 x 144, Museo del Prado, Madrid.
- 1595-1600: Santi Pietro e Paolo, olio su tela di cm 120 x 92, Museo nazionale d'arte della Catalogna, Barcellona.
- 1597-1600 circa: San Giuseppe col Bambino, olio su tela, cm 109 x 56, Museo de Santa Cruz, Toledo.
- 1597-1600: Pentecoste, olio su tela di cm 275 × 127 Museo del Prado, Madrid.
- 1597-1603: Vergine della Carità, olio su tela, cm 184 x 124, Santuario di Nostra Signora della Carità, Illescas.
- 1597-1603: Annunciazione, olio su tela cm 128 di diametro, Santuario di Nostra Signora della Carità, Illescas.
- 1597-1603: Incoronazione della Vergine, olio su tela cm 163 x 220, Santuario di Nostra Signora della Carità, Illescas.
- 1597-1603: Natività, olio su tela, cm 128 di diametro, Santuario di Nostra Signora della Carità, Illescas.
- 1597-1607: Orazione nell'orto, olio su tela, cm 169 x 112, Chiesa di Santa Maria Maggiore, Andújar.
- 1600: San Francesco in estasi, olio su tela di cm 110.5 x 84, Museo del Prado, Madrid.
- 1600 circa: Ritratto di cardinale, 1609, olio su tela di cm 194 x 130, Metropolitan Museum of Art, New York.
- 1600 circa: Cacciata dei mercanti dal Tempio, olio su tela di cm 106 x 130, National Gallery, Londra.
- 1603: San Bernardino da Siena, olio su tela di 269 x 144, Museo del Prado, Madrid.
- 1605-1608: Santi Pietro e Paolo, olio su tela, Nationalmuseum, Stoccolma.
- 1605-1610: San Luca, olio su tela, Toledo, Cattedrale di Santa María.
- 1605-1610: Maddalena penitente, olio su tela, collezione privata.
- 1605 circa: San Giovanni Evangelista, olio su tela, cm 99,7 x 78, Museo del Prado Madrid.
- 1608: San Pietro, olio su tela, cm 207 x 105, Monastero dell'Escorial, San Lorenzo de El Escorial.
- 1608: Concerto degli angeli, olio su tela, cm 115 x 217, Pinacoteca nazionale, Atene.
- 1608 circa: Santi Giovanni Evangelista e Francesco, olio su tela, cm 110 x 86, Firenze, Uffizi.
- 1609: Ritratto del cardinale Tavera, olio su tela, di cm 102 x 81, Hospital de Tavera, Toledo.
- 1609: circa: Frate Hortensio Félix Paravicino, olio su tela, Museum of Fine Arts, Boston.
- 1610: circa: Veduta di Toledo, olio su tela di cm 121 x 106, Metropolitan Museum of Art, New York.
- 1608-1613: Immacolata Concezione, olio su tela di cm 347 x 174, Museo de Santa Cruz, Toledo.
- 1608-1614: Salvatore, olio su tela di cm 72 x 55, Museo del Prado, Madrid.
- 1610-1614: Visitazione, olio su tele di cm 96,52 x 71,44, Dumbarton Oaks, Washington.
- 1610-1614: Laocoonte, olio su tela di cm 142 x 193, National Gallery of Art, Washington.
- 1608-1614: San Giacomo il Maggiore, olio su tela di cm 72 x 55, Museo del Prado, Madrid.
- 1612-1614 circa: Adorazione dei pastori, olio su tela di cm 320 x 180, Museo del Prado, Madrid.
- 1608-1614 circa: Battesimo di Cristo, olio su tela di cm 330 x 221, Hospital de Tavera, Toledo.
- 1610-1614 circa: Cacciata dei mercanti dal tempio, olio su tela di cm 106 x 104, Chiesa di San Genesio, Madrid.
- 1613-1614: Sposalizio della Vergine, olio su tela di cm 110 x 82, Museo nazionale d'arte della Romania, Bucarest.

### Annotazioni
1. ↑  Theotokópoulos prese il soprannome di "El Greco" in Italia, dove l'abitudine di identificare un uomo chiamandolo con il nome del paese o della città di origine era una pratica comune. La forma dell'articolo El potrebbe venire sia dal dialetto veneziano o, più probabilmente, dallo spagnolo, anche se in Spagna correttamente il suo soprannome sarebbe stato El Griego. In Italia e Spagna il maestro cretese era comunque generalmente conosciuto come Dominico Greco, e la dizione El Greco fu usata solo dopo la sua morte. Secondo un suo contemporaneo, El Greco prese tale nome non solo dal paese di origine, ma anche per la sublimità della sua arte; «Era tenuto in tale considerazione che fu chiamato il Greco» (nota di Giulio Cesare Mancini su El Greco nelle sue Cronache, scritte pochi anni dopo la morte dell'artista).
2. ↑  Nondimeno, secondo il celebre giornalista greco Achileus A. Kyrou, El Greco nacque a Fodele e le rovine della casa della sua famiglia sono ancora presenti nel luogo dove sorgeva la vecchia Fodele (il villaggio in seguito fu spostato per proteggersi dalle incursioni dei pirati). La pretesa di Candia di avergli dato i natali si basa su due documenti tratti da un processo del 1606, quando il pittore aveva 65 anni. I sostenitori della teoria di Fodele ipotizzano che probabilmente El Greco, quando era in Spagna, disse a tutti che era di Heraklion perché era la città più vicina, tra quelle conosciute, alla piccola Fodele.
3. ↑  Questo documento proviene dagli archivi notarili di Candia e fu reso pubblico nel 1962. Menego è la forma dialettale veneziana per Domenicos, mentre Sgourafos (σγουράφος=ζωγράφος) è il termine greco che significa pittore.
4. ↑  Le argomentazioni delle fonti cattoliche si basano sull'assenza di un archivio dei registri battesimali ortodossi a Creta e sul fatto che El Greco in gioventù avesse disinvoltamente adottato sia riti cattolici sia ortodossi. Basandosi sull'assunto che la sua arte riflette lo spirito religioso della Spagna degli Asburgo e su un'annotazione del testamento, dove si descrive come "devoto cattolico", alcuni studiosi sostengono che El Greco facesse parte della minoranza cattolica cretese o almeno che si fosse convertito al cattolicesimo prima di lasciare l'isola.
5. ↑  Secondo il risultato di ricerche d'archivio condotte verso la fine degli anni novanta, all'età di 26 anni El Greco si trovava ancora a Candia. Le sue opere, create secondo lo stile e lo spirito della scuola di pittura cretese post-bizantina, erano molto apprezzate. Il 26 dicembre 1566 El Greco chiese alle autorità veneziane il permesso di vendere «un quadro della Passione del Nostro Signor Giesu Christo, dorato». L'icona in stile bizantino del giovane Domenico venne valutata e venduta il 27 dicembre 1566 a Candia per un prezzo di settanta ducati d'oro (l'opera era stata valutata da due diversi artisti; uno di loro era l'esecutore di icone Georgios Klontzas. Una valutazione fu di ottanta ducati, l'altra di settanta), lo stesso valore attribuito all'epoca ad opere di Tiziano o del Tintoretto. Sembra quindi che El Greco sia andato a Venezia dopo tale data. In uno dei suoi ultimi articoli Wethey rivedette le sue valutazioni precedenti e accettò il fatto che El Greco avesse lasciato Creta nel 1567.
6. ↑  Mancini riporta che El Greco disse al Papa che se l'intera opera avesse dovuto essere demolita, l'avrebbe rifatta lui stesso in maniera corretta e appropriata.
7. ↑  Toledo all'epoca doveva essere una delle città più popolose d'Europa. Nel 1571 aveva 62.000 abitanti.
8. ↑  El Greco firmò il contratto per la decorazione dell'altare della chiesa dell'Hospital de la Caridad il 18 giugno 1603. Si impegnò a terminare l'opera entro l'agosto dell'anno seguente. Anche se simili scadenze di rado non venivano rispettate, si trattava comunque di una possibile fonte di contrasti. Consentì anche che fosse la confraternita a scegliere i valutatori. La confraternita approfittò di quel gesto di buona fede impiantando una controversia. Alla fine El Greco si fece rappresentare legalmente da Preboste e da un amico di questi, Francisco Ximénez Montero, accettando un compenso di 2.093 ducati.
9. ↑  Sembra che Doña Jerónima de Las Cuevas sia sopravvissuta a El Greco e che, anche se il Maestro riconosceva come propria famiglia sia lei che il figlio, non l'abbia mai sposata. Il fatto ha disorientato gli studiosi, anche perché viene citata in numerosi documenti, tra cui il testamento dell'artista. 

La maggior parte degli storici ha concluso che El Greco in gioventù avesse contratto un matrimonio infelice e che quindi non abbia poi voluto legalizzare alcun altro legame.
10. ↑  Questa teoria godette di una sorprendente popolarità durante i primi anni del XX secolo e ad essa si oppose lo psicologo tedesco David Kuntz. Sul fatto che El Greco abbia sofferto o meno di un progressivo astigmatismo il dibattito è tuttora aperto. Stuart Anstis, professore del dipartimento di psicologia dell'Università della California, ha concluso che «anche se El Greco fosse stato astigmatico, si sarebbe adattato alla situazione, e le sue figure, disegnate grazie ai ricordi accumulati nel resto della vita, avrebbero avuto le normali proporzioni. Le sue figure allungate erano quindi frutto di un'espressione artistica, non di una malattia della vista». Secondo il professore di spagnolo John Armstrong Crow «l'astigmatismo non potrà mai donare la qualità a un dipinto né il talento a uno sciocco».

### Fonti
1. ↑   Bruno Migliorini, Carlo Tagliavini, Piero Fiorelli e Tommaso Francesco Bórri, Dizionario d'ortografia e di pronunzia – greco, su dizionario.rai.it, Rai. URL consultato il 10 maggio 2016 (archiviato dall'url originale il 3 giugno 2016).
2. 1 2 3 4 5 6 7 8 9 10 11  Encyclopaedia Britannica, "Greco, El".
3. 1 2 3 4   Cormack-Vfassilaki, The Baptism of Christ, su Apollo. URL consultato il 20 agosto 2011 (archiviato dall'url originale il 15 marzo 2009)..
4. ↑  Prevelakēs, p. 47.
5. ↑  Brown, pp. 75-77.
6. ↑  Tazartes.
7. ↑  Ian Chilvers, Dizionario dell'arte, Milano, Baldini Castoldi Dalai, 2008. ISBN 978-88-6073-115-9.
8. ↑  Lambraki-Plaka, p. 60.
9. ↑  Lambraki-Plaka, pp. 40-41; Scholz-Hänsel, p. 7; Tazartes, p. 23.
10. 1 2  Encyclopaedia The Helios, "Theotocópoulos, Doménicos".
11. ↑  (EN) Joanna Kakissis, A Cretan Village that Was the Painter's Birthplace Bridles at a nearby Town's Claim, in The Boston Globe, 6 marzo 2005. URL consultato il 17 dicembre 2006.
12. 1 2  Lambraki-Plaka, pp. 40-41.
13. ↑  Scholz-Hänsel, p. 7.
14. ↑  Tazartes, p. 23.
15. ↑  Scholz-Hänsel, p. 7; Encyclopaedia The Helios, "Theotocópoulos, Doménicos".
16. ↑  Brown, p. 45.
17. ↑  Brown, p. 75.
18. ↑  (EL) K.D. Mertzios, Selections of the Registers of the Cretan Notary Michael Maras (1538–1578), in Cretan Chronicles, vol. 2, 15–16, 1961–1962,  pp. 55-71.
19. ↑  Bray, p. 8; Lambraki-Plaka, pp. 40-41.
20. ↑   N. Hamerman, El Greco Paintings Lead Toward "City of God", su catholicherald.com, 12 aprile 2003. URL consultato il 20 agosto 2011 (archiviato dall'url originale il 26 settembre 2011)..
21. ↑  (EN) Simon McGarr, St Francis Receiving The Stigmata, su tuppenceworth.ie. URL consultato l'11 ottobre 2013 (archiviato dall'url originale il 7 febbraio 2007).
22. 1 2  Sethre, p. 90.
23. ↑  (EN) Harold E. Wethey, G. H. Forsyth, G. Levitine, H. E. Wethey e P. L. Kelemen, Letter to the Editor, in Art Bulletin, vol. 48, n. 1, College Art Association, marzo 1966,  pp. 125-127, JSTOR 3048356.
24. 1 2  (EL) Maria Constantoudaki, D. Theotocópoulos, from Candia to Venice, in Bulletin of the Christian Archeological Society, 8 (period IV), 1975–1976,  p. 71.
25. 1 2  (EN) Harold E. Wethey, El Greco in Rome and the Portrait of Vincenzo Anastagi, in Studies in the History of Art, vol. 13, 1984,  pp. 171-178.
26. 1 2 3  Lambraki-Plaka, p. 42.
27. ↑  (EN) Aygust L. Mayer, Notes on the Early El Greco, in The Burlington Magazine for Connoisseurs, vol. 74, n. 430, The Burlington Magazine Publications, gennaio 1939,  p. 28, JSTOR 867546.
28. ↑  Catholic Encyclopedia (1913)/Domenico Theotocopuli (El Greco) su en.wikisource.
29. ↑  Scholz-Hänsel, p. 19.
30. ↑  Mann, p. 89.
31. ↑  Scholz-Hänsel, p. 20; Tazartes, pp. 31-32.
32. 1 2 3  (EN) Michael Kimmelman, Art Review; El Greco, Bearer Of Many Gifts, in The New York Times, 3 ottobre 2003. URL consultato il 17 dicembre 2006.
33. ↑  Scholz-Hänsel, p. 92.
34. 1 2  Scholz-Hänsel, p. 20.
35. 1 2 3 4 5  Lambraki-Plaka, pp. 47-49.
36. ↑  (EN) Allan Braham, Two Notes on El Greco and Michelangelo, in The Burlington Magazine, vol. 108, n. 759, The Burlington Magazine Publications, giugno 1966,  pp. 307-310, JSTOR 874984.
37. ↑  (EN) Jonathan Jones, The Reluctant Disciple, in The Guardian, Londra, 24 gennaio 2004. URL consultato il 18 dicembre 2006.
38. ↑  Boubli, p. 217.
39. 1 2 3  Tazartes, p. 32.
40. 1 2 3 4  Brown e Mann, p. 42.
41. ↑  Encyclopaedia Britannica, "Greco, El"; Tazartes, p. 36.
42. 1 2  Lambraki-Plaka, pp. 43-44.
43. ↑  (EN) Jonathan Brown e Richard L. Kagan, View of Toledo, in Studies in the History of Art, vol. 11, 1982,  pp. 19-30.
44. ↑  Tazartes, p. 36.
45. ↑  Trevor-Roper, pp. 62-68.
46. ↑   M. Irving, How to Beat the Spanish Inquisition, su The Independent, archived at highbeam.com, 9 febbraio 2004. URL consultato il 20 agosto 2011 (archiviato dall'url originale il 6 novembre 2012)..
47. ↑  Lambraki-Plaka, p. 45.
48. 1 2  Scholz-Hänsel, p. 40.
49. ↑  Lambraki-Plaka, p. 45; Brown, p. 98.
50. ↑  Trevor-Roper, pp. 63, 66–69.
51. ↑  (EN) Joseph Pijoan, El Greco—A Spaniard, in Art Bulletin, vol. 12, n. 1, College Art Association, marzo 1930,  p. 12, DOI:10.2307/3050759, JSTOR 3050759.
52. ↑  (EN) Liisa Berg, El Greco in Toledo, su kaiku.com. URL consultato il 14 ottobre 2006 (archiviato dall'url originale il 21 giugno 2006).
53. ↑  Brown e Mann, p. 42.
54. ↑  (EN) José Gudiol, Iconography and Chronology in El Greco's Paintings of St. Francis, in Art Bulletin, vol. 44, n. 3, College Art Association, settembre 1962,  pp. 195-203, DOI:10.2307/3048016, JSTOR 3048016.
55. ↑  Tazartes, p. 49.
56. ↑  Gudiol, p. 252.
57. ↑  Engass e Brown, p. 205.
58. ↑  (EN) Francisco de San Román Fernández, De la vida del Greco—Nueva serie de documentos inéditos, in Archivo Español del Arte y Arqueología, vol. 8, 1927,  pp. 172-184.
59. ↑  Tazartes, pp. 56, 61.
60. 1 2  Tazartes, p. 61.
61. ↑  Scholz-Hänsel, p. 81.
62. ↑  Hispanic Society of America, pp. 35-36; Tazartes, p. 67.
63. ↑  Óscar González Palencia, Antonio Illán, Visiones de El Greco, Madrid, Edit. Diario de ABC, 2016.
64. ↑  Richard Kagan, “The Count of Los Arcos as Collector and Patron of El Greco,” Anuario del Departamento de Historia y Teoría del Arte, Vol. IV (1992), p.156.
65. ↑  Félix del Valle Díaz, Doña Jerónima de las Cuevas, mujer de El Greco, in  Toletum: boletín de la Real Academia de Bellas Artes y Ciencias Históricas de Toledo, Nº. 59, 2014, pp. 115-131 ISSN 0210-6310.
66. 1 2  Landon, p. 330.
67. ↑  Tazartes, pp. 20-21.
68. ↑  Brown, p. 110; Marias, pp. 183-184.
69. ↑  Brown, p. 110.
70. ↑  (EN) Nicholas Penny, At the National Gallery, su lrb.co.uk. URL consultato il 25 ottobre 2006 (archiviato dall'url originale il 10 dicembre 2006).
71. 1 2  Lambraki-Plaka, pp. 57-59.
72. ↑  Brown, p. 136.
73. ↑  Marias e Bustamante García, p. 52.
74. ↑  Hadjinicolaou 1994, pp. 89-133.
75. ↑  (EN) El Greco, su The Metropolitan Museum of Art, Department of European Paintings. URL consultato il 17 ottobre 2006.
76. ↑  (EN) Robert Byron, Greco: The Epilogue to Byzantine Culture, in Burlington Magazine for Connoisseurs, vol. 55, n. 319, The Burlington Magazine Publications, ottobre 1929,  pp. 160-174, JSTOR 864104.
77. ↑  (EN) Angelo Procopiou, El Greco and Cretan Painting, in The Burlington Magazine, vol. 94, n. 588, The Burlington Magazine Publications, marzo 1952,  p. 74.
78. ↑  Cossío, pp. 501-512.
79. ↑  Cormack, p. 199.
80. ↑  Helm, pp. 93-94.
81. ↑  (EN) Aygust L. Mayer, El Greco—An Oriental Artist, in Art Bulletin, vol. 11, n. 2, College Art Association, giugno 1929,  p. 146, DOI:10.2307/3045440, JSTOR 3045440.
82. ↑  (EN) Marina Lambraki-Plaka, El Greco, the Puzzle. Doménicos Theotocópoulos today, in To Vima, 19 aprile 1987,  p. 19.
83. ↑  Mango e Jeffreys, p. 305.
84. ↑  Hadjinikolaou, p. 92.
85. ↑  Hadjinicolaou, pp. 20, 425–445.
86. ↑  Tazartes, pp. 18-19.
87. ↑  Allardyce, p. 184.
88. ↑  (EN) Enriquetta Harris, A Decorative Scheme by El Greco, in The Burlington Magazine for Connoisseurs, vol. 72, n. 421, The Burlington Magazine Publications, aprile 1938,  p. 154, JSTOR 867279.
89. ↑  Allardyce, p. 174.
90. 1 2  Lefaivre e Tzonis, p. 164.
91. 1 2 3  Lambraki-Plaka, p. 49.
92. ↑  Brown e Mann, p. 43; Tamvaki, pp. 100-101.
93. 1 2  Tamvaki, pp. 100-101.
94. 1 2  (EN) John Russel, Art View; Seeing the Art of El Greco as never before, in New York Times, 18 luglio 1982. URL consultato il 17 dicembre 2006.
95. ↑  Gautier, p. 217.
96. ↑  Brown e Mann, p. 43; Tamvaki, p. 103.
97. ↑  Talbot Rice, p. 165.
98. ↑  Sheehan, p. 150.
99. ↑  Helm, pp. 93-94; Tazartes, pp. 68-69.
100. ↑  Grierson, p. 115.
101. ↑  (EN) Stuart Anstis, Was El Greco Astigmatic (PDF), in Leonardo, vol. 35, n. 2, 2002,  p. 208, DOI:10.1162/00240940252940612 (archiviato dall'url originale il 26 marzo 2009).
102. ↑  Crow, p. 216.
103. ↑  Tazartes, pp. 68-69.
104. ↑  Lambraki-Plaka, p. 59.
105. ↑  (EN) Greece buys unique El Greco for 1.2 million dollars, Athens, Athens News Agency, 9 giugno 1995. URL consultato il 7 dicembre 2006.
106. ↑  Tamvaki, p. 113.
107. ↑  Wethey, p. 55.
108. ↑  Tamvaki, p. 103.
109. ↑  Tamvaki, pp. 105-106.
110. ↑  Brown, p. 28.
111. ↑  (EN) Carter B Horsley, The Shock of the Old, su thecityreview.com. URL consultato il 26 ottobre 2006.
112. ↑  (EN) Ron Johnson, Picasso's "Demoiselles d'Avignon" and the Theatre of the Absurd, in Arts Magazine, V, n. 2, ottobre 1980,  pp. 102-113.
113. ↑  (EN) John Richardson, Picasso's Apocalyptic Whorehouse, in The New York Review of Books, vol. 34, n. 7, The Burlington Magazine Publications, 23 aprile 1987,  pp. 40-47, JSTOR 867279.
114. ↑  Tamvaki, p. 111; Dor de la Souchère, p. 15.
115. ↑  Tamvaki, p. 111.
116. ↑  (EL) Efi Foundoulaki, Reading El Greco through Manet, in Anti, n. 445, 24 agosto 1990,  pp. 40-47.
117. ↑  Kandinsky e Marc, pp. 75-76.
118. ↑  (EN) James T. Valliere, The El Greco Influence on Jackson Pollock's Early Works, in Art Journal, vol. 24, n. 1, College Art Association, Autumn 1964,  pp. 6-9, DOI:10.2307/774739, JSTOR 774739.
119. ↑  (EN) Fatima Nagvi-Peters, A Turning Point in Rilke's Evolution: The Experience of El Greco, in Germanic Review, vol. 72, 22 settembre 1997,  p. 345 (archiviato dall'url originale il 29 giugno 2011).
120. ↑  Rassias, Alexiou e Bien, p. 200; Sanders e Kearney, p. 10.
121. ↑  El Greco, 2007, The Internet Movie Database.
122. ↑  (EN) Film on life of painter El Greco planned, Athens, Athens News Agency, 9 maggio 2006. URL consultato il 17 dicembre 2006.
123. ↑  Tazartes, p. 25.
124. ↑  (EN) Rodolfo Pallucchini, Some Early Works by El Greco, in The Burlington Magazine, vol. 90, n. 542, The Burlington Magazine Publications, maggio 1948,  pp. 130-135, JSTOR 869910.
125. ↑  Tazartes, p. 70.
126. ↑  (EN) Edoardo Arslan, Cronisteria del Greco Madonnero, in Commentari, xv, n. 5, 1964,  pp. 213-231.
127. ↑  (EN) Dalya Alberge, Collector is Vindicated as Icon is Hailed as El Greco, in The Times, Londra, 24 agosto 2006. URL consultato il 31 marzo 2022.
128. ↑  Mann, p. 102.
129. ↑  (EN) El Greco Drawings could fetch £400,000, in The Guardian, Londra, 23 novembre 2002. URL consultato il 17 dicembre 2006.
130. ↑   Adorazione dei pastori di El Greco, su venetocultura.org.
131. ↑   El Greco, Adorazione dei pastori, su arte.cini.it.